# 中国铁路25K型客车
25K型客车，是中国铁路的空调铁路客车型号之一。是在25Z型准高速客车的基础上，进一步改进、完善设计，发展而成的构造速度为160km/h（运营时速为140km/h）的铁路客车，命名为25K型客车，用于中国铁路大提速的客运需求，其后为25T型客车所替代。

## 概要

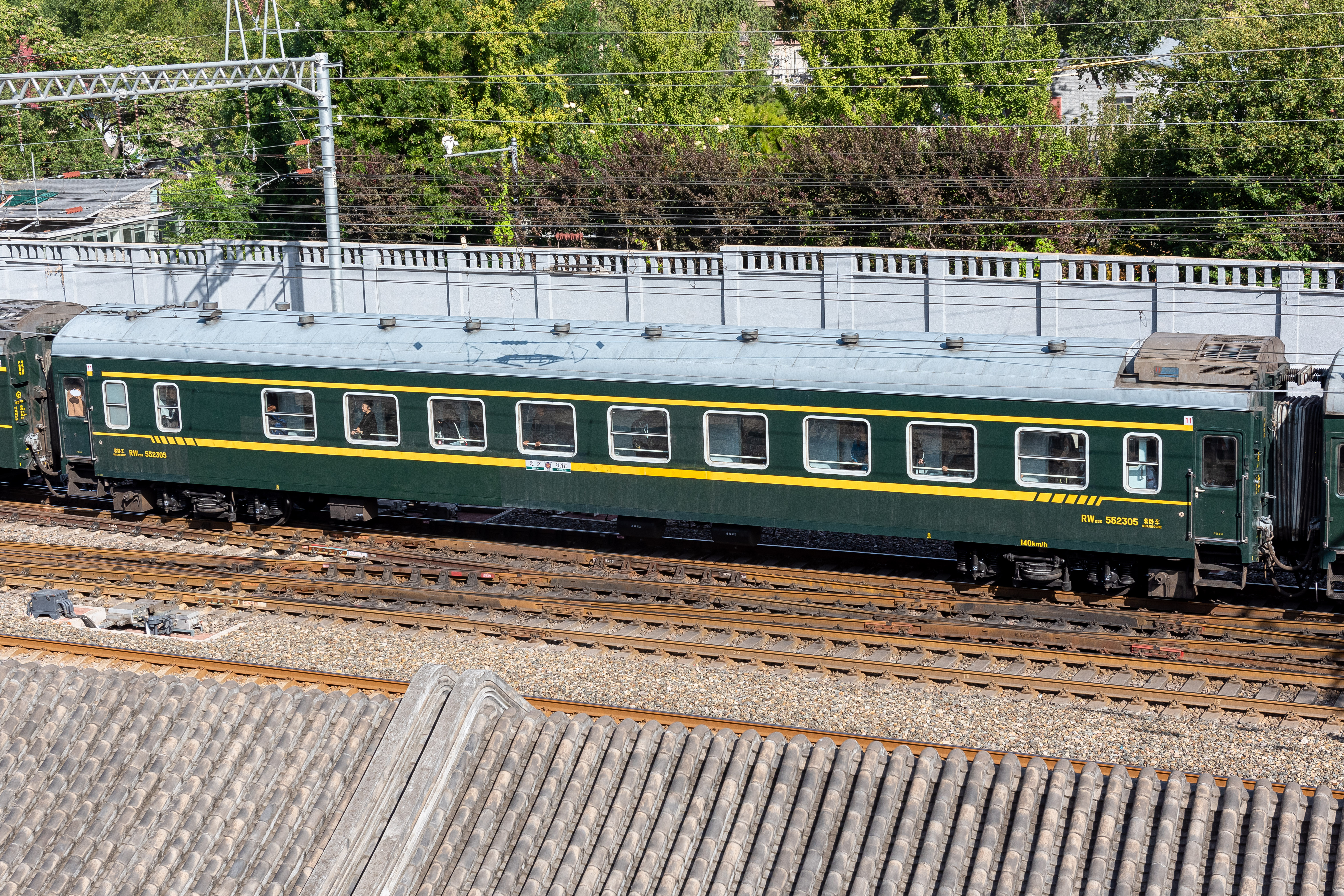
哈尔滨局T17/18次列车编组中的第一批RW25K软卧车

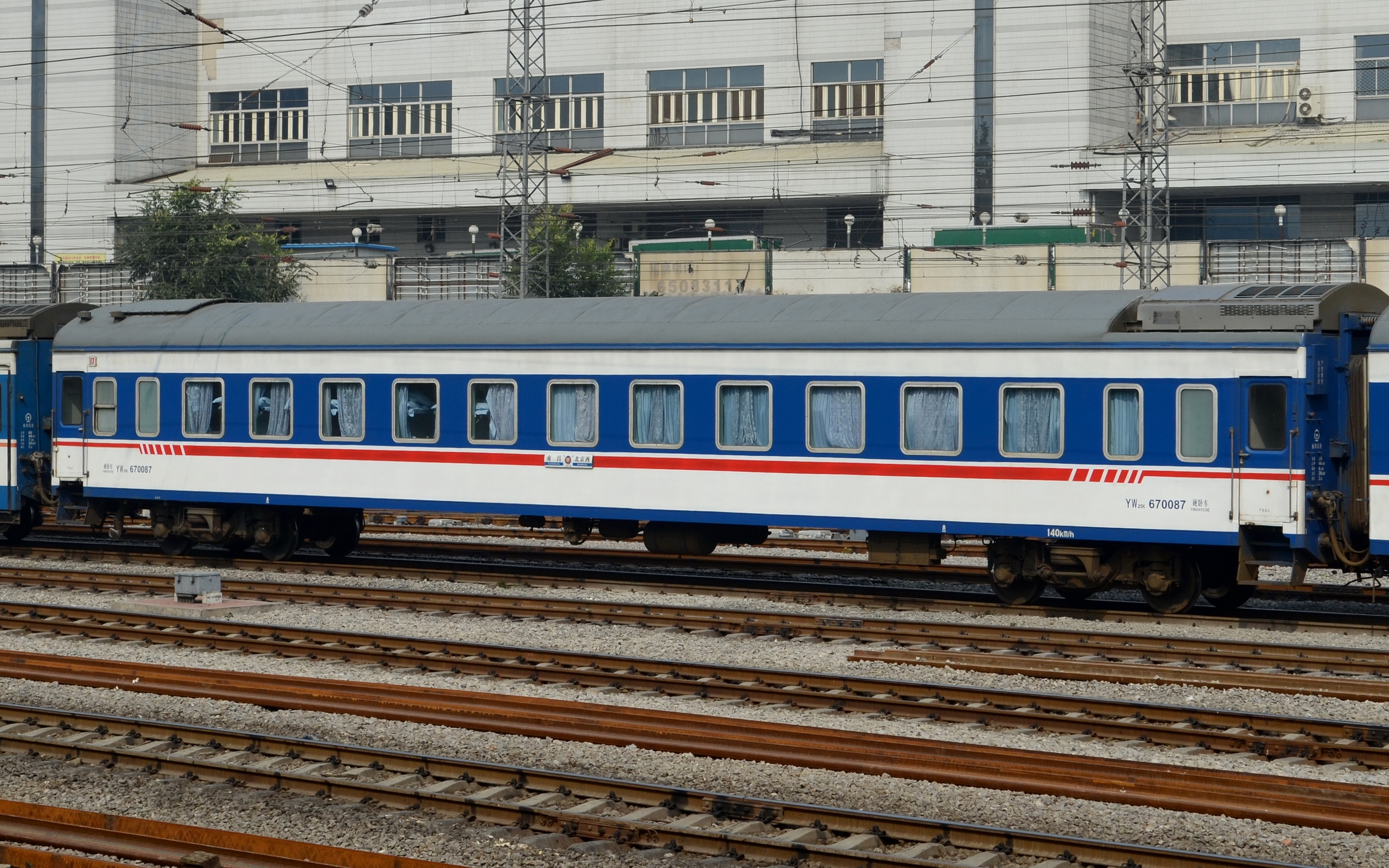
由四方厂制造的YW25K硬卧车

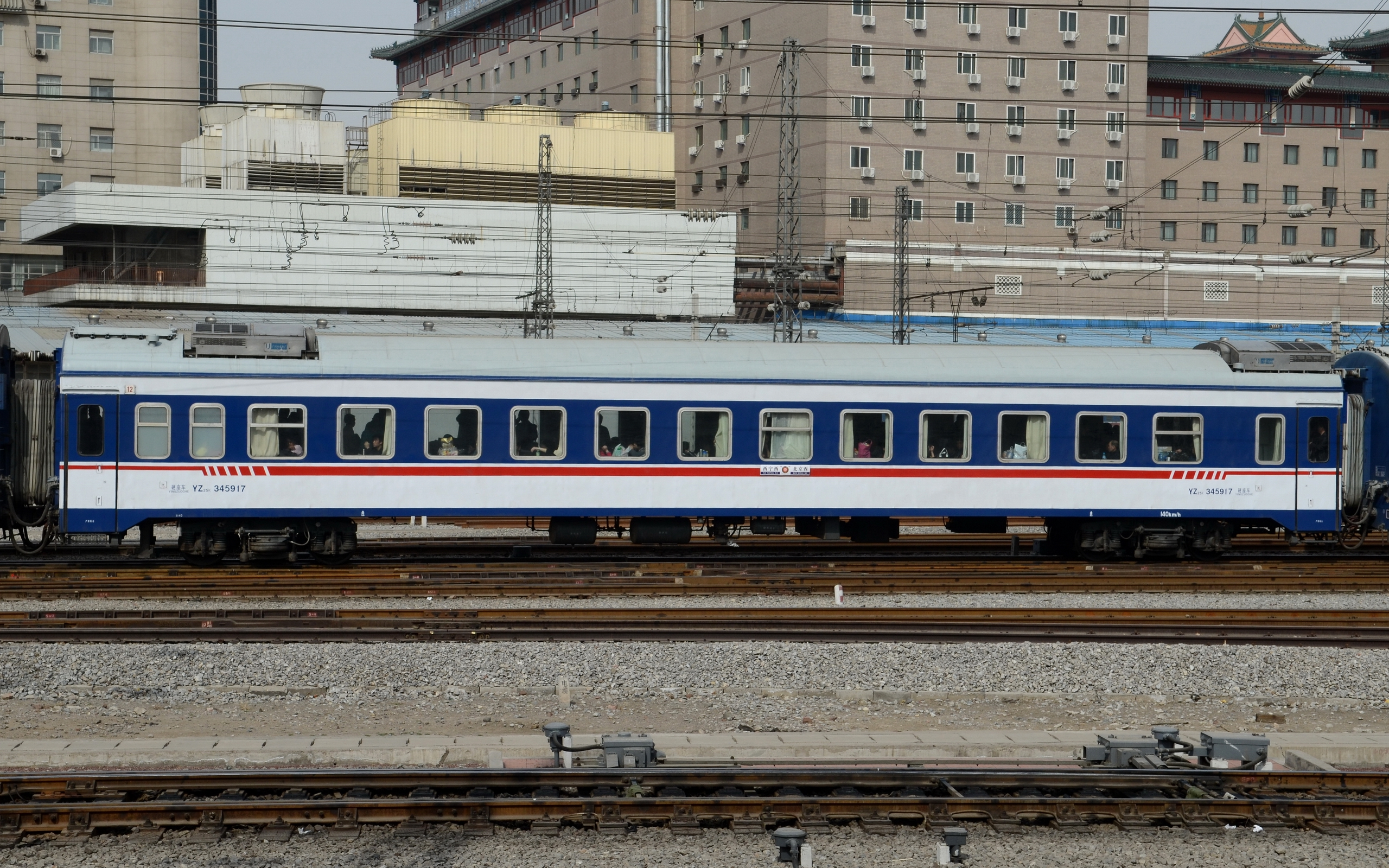
由浦镇厂制造的YZ25K硬座车

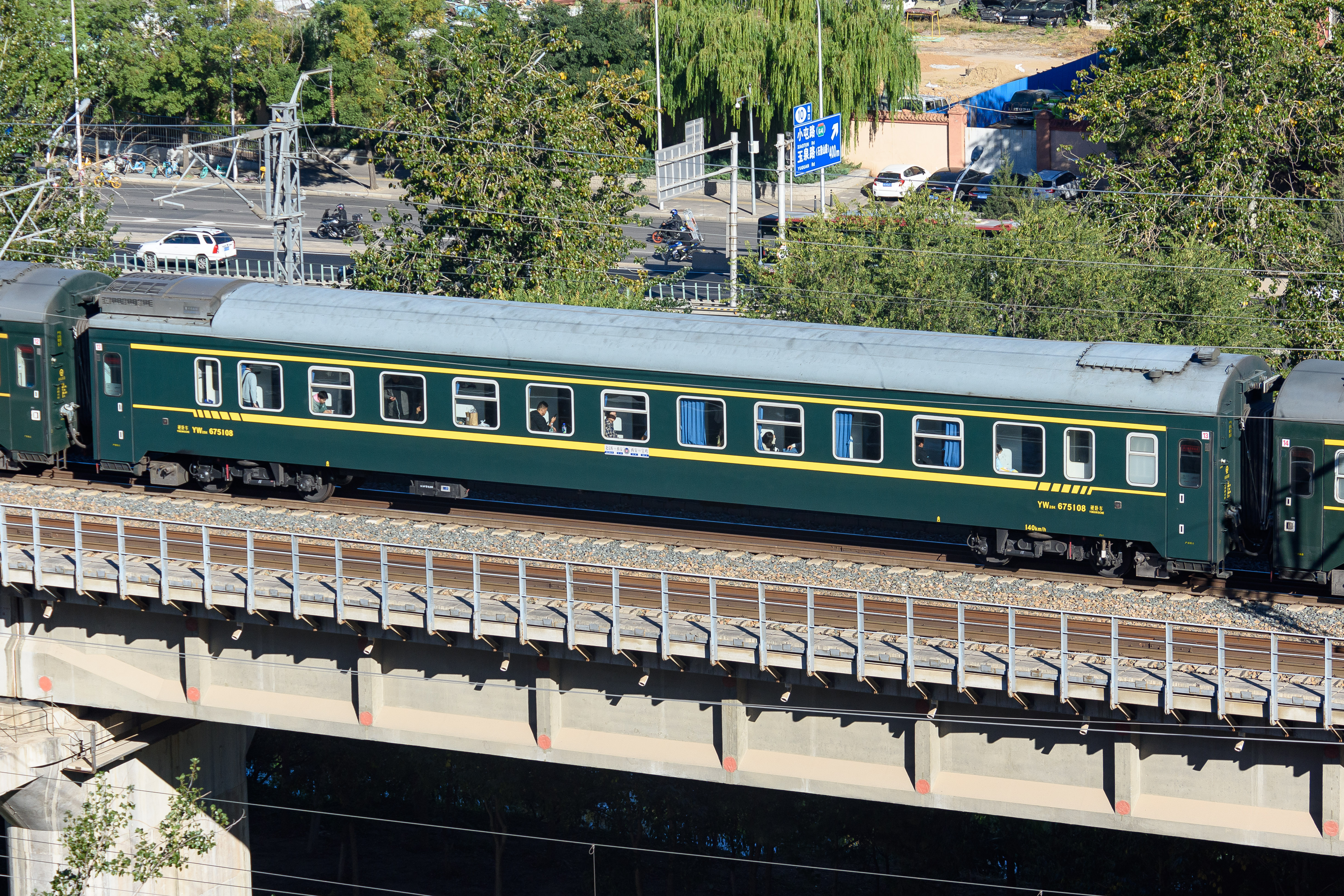
西安局T41/42次列车编组中的末期型YW25K硬卧车

25K型客车是在1996年各客车厂根据鐵道部发出的“铁路客车招标标书”和铁道部“25K型客车统型方案”要求而设计制造的快速空调客车，这是因为当时原有的25B型和25G型客车已不足以應付1997年4月1日所开展中国铁路第一次大提速的需要。25K型客车在25Z型准高速客车的基础上发展而成，“K”是“快速型”的汉语拼音（汉语拼音：KuaiSu）首字母。25K型客车构造速度为160km/h，应用了全旁承支重、空气弹簧悬挂技术和盘式制动技术、防滑装置、横向控制杆装置、抗侧滚扭杆装置等新技术，采用双管制供风，制动装置与一般客车有很大区别，采用单元制动形式以盘型制动为主踏面制动为辅，保证高速运行中的列车在规定距离内停车。25K型客车车体设计寿命为30年，提高了车内的装修档次。曾获1997年国家科技一等奖。
在四方车辆研究所1997年至1998年主持的DC600V列车供电系统调试项目中，20台25K型客车试验性地采用DC600V供电模式，从而能接受机车供电，这批车辆1998年8月在北京环行铁道通过全列车联调试验，随后配属郑州铁路局武昌车辆段，成为全国首批采用DC600V机车直供电的铁路客车，最初用于北京西至武昌的K79/80次，但由于当时技术不成熟，这些车辆在实际运用中存在供电电压不稳的情况，故此后出厂的25K型客车仍维持AC380V供电。目前这批直流供电的25K仍在运行，用于武昌至荆门的K8084/8085、K8086/8083次列车。
25K型客车设有硬座车（YZ）、软座车（RZ）、硬卧车（YW）、软卧车（RW）、餐车（CA）、空调发电车（KD）、行李车（XL）等种类和各种双层客车，以及具有特别用途的试验车、轨道检查车等，还有最早在京广铁路特快列车增加了19K型高级软卧车厢。中国铁路25K型客车于1996年开始生产，第一次招标中采购了326辆；到2000年底，25K型客车已有约2700辆。生产单位包括长春轨道客车、唐山軌道客車、青岛四方機車車輛厂和南京浦鎮車輛廠。25K型客车使用206KP型（K代表空气弹簧，P代表盘形制动）、206WP型（用于空调发电车，W代表无摇动台）、CW-2B型、CW-1B型、209HS型（浦镇厂在209PK型基础上研制的改进型）转向架，在实际运用中发现转向架设计存在缺陷，自2008年9月起限定最高速度为140km/h。25K型客车在历年生产中对转向架和车体作出过多次改进，例如后来开始陆续改用密闭式塞拉门、内翻式车窗、密封式风挡等。至2003年，新的25T型客车（最早由BSP生产）开始投产，25K型客车则在同年年底停产，但仍广泛用于中国铁路特快列车车底出现于中国各地。
另外，朝鲜铁路31型客车是在中国铁路25K型客车的基础上，由南车青岛四方机车车辆制造，车身与中国铁路25B型客车涂装一致，曾用于北京至平壤的K27/28次列车编组，但目前附挂在K27/28次列尾的实为在25G型客车基础上制造的30型客车。
据中国铁路总公司运输局要求，25K型客车采用以橄榄绿为主色的涂装方案，通过腰饰带两端形状的淡黄色块数量区别不同的车型。目前25K型客车涂装以绿色为底色，车窗上下侧分别喷印黄色条带，其中，车窗上侧黄色条带宽度相等，车窗下侧黄色条带靠近车门部分较车厢中部部分偏细，粗、细黄色条带间使用5个黄色色块过渡。

## 车内布局

### 单层
硬座車為 3+2 座位布局，共118个座位，带车长办公席为112个座位；軟座車為 2+2 座位布局，共72/80个座位；硬臥車共有11/10（带播音间的硬卧车）个开敞式間隔，每間隔左右兩邊有上中下三个铺位，定员66/60人；軟臥車有9个包间，每间左右兩邊各设上下两个铺位，定员36人。以上四个车种都配有配电室、乘务员室、储藏室、电开水炉间，设洗脸间及两个厕所。而餐車有12張餐檯，可供48人同时就餐。
在RW25K型号中亦有个别车辆采用特殊构型：其中，广铁集团1999年5月编挂于K15/16次的高包车采用1个四人间（1号包间）、5个双人间（2号、3号、4号、7号、8号包间，均为双下铺）和2个单人间（5、6号包间）的布局，定员为16；上海局2000年编挂于T13/14次的高包车（编号552979~552981）定员24人，设置4个四人间（1、2、8、9号包间）、3个双人间（6号包间为单侧上下铺，3、7号包间为双下铺）和2个单人间（4、5号包间），后一度用于京杭T31/32次列车，现已转配乌鲁木齐局用于“天山号”旅游列车。

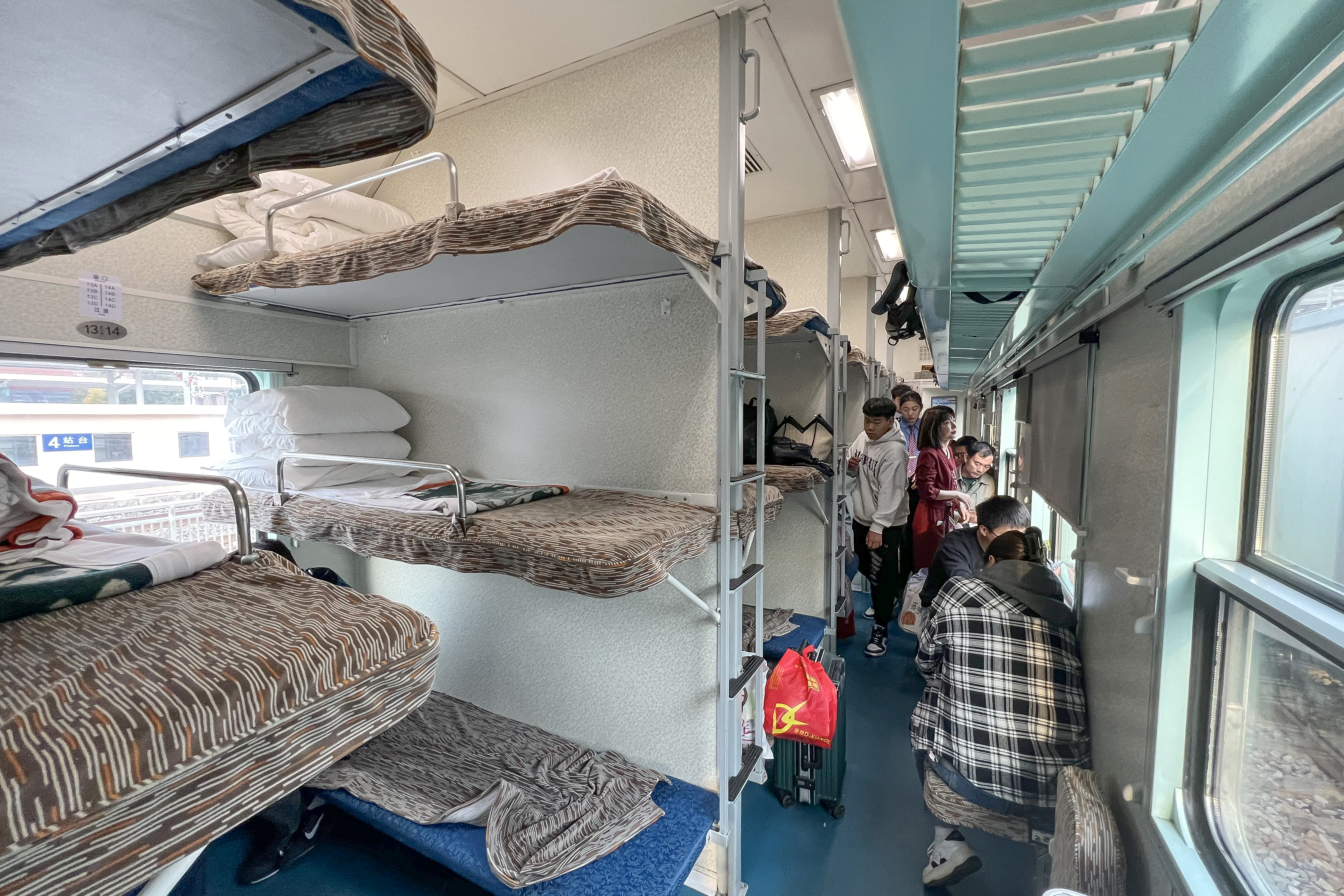
YW25K硬卧车内部
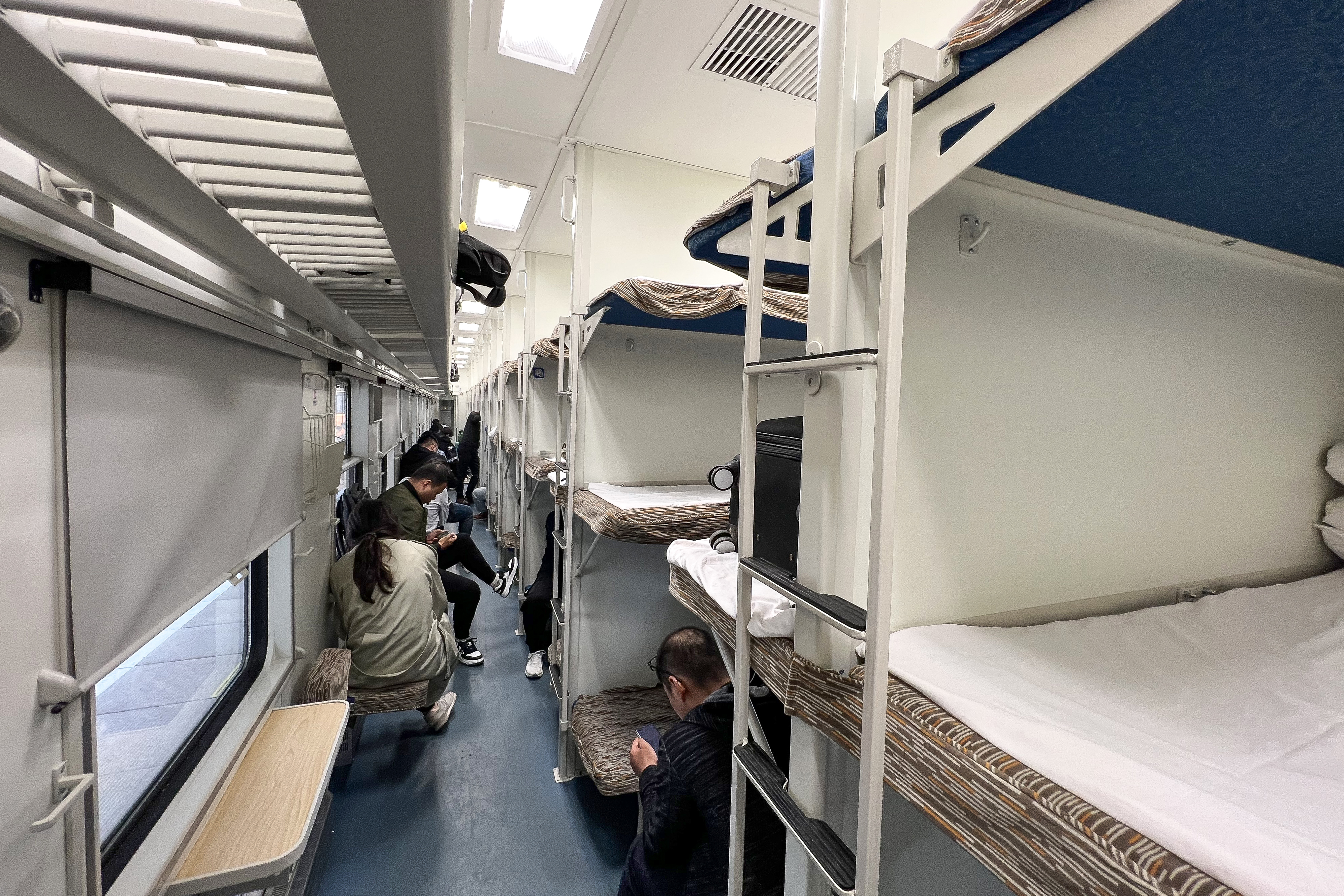
YW25K硬卧车内部
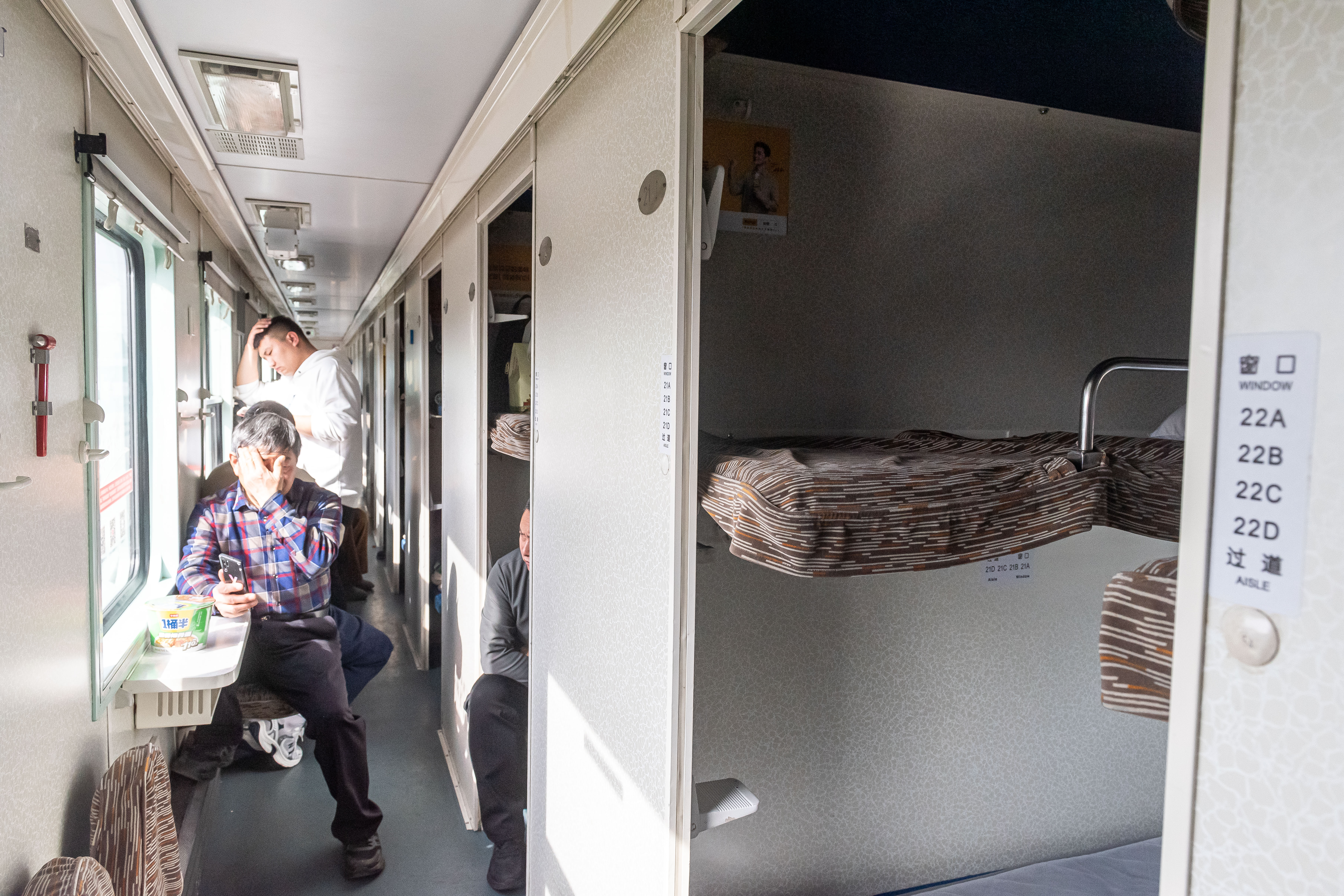
YW25K半包硬卧车内部
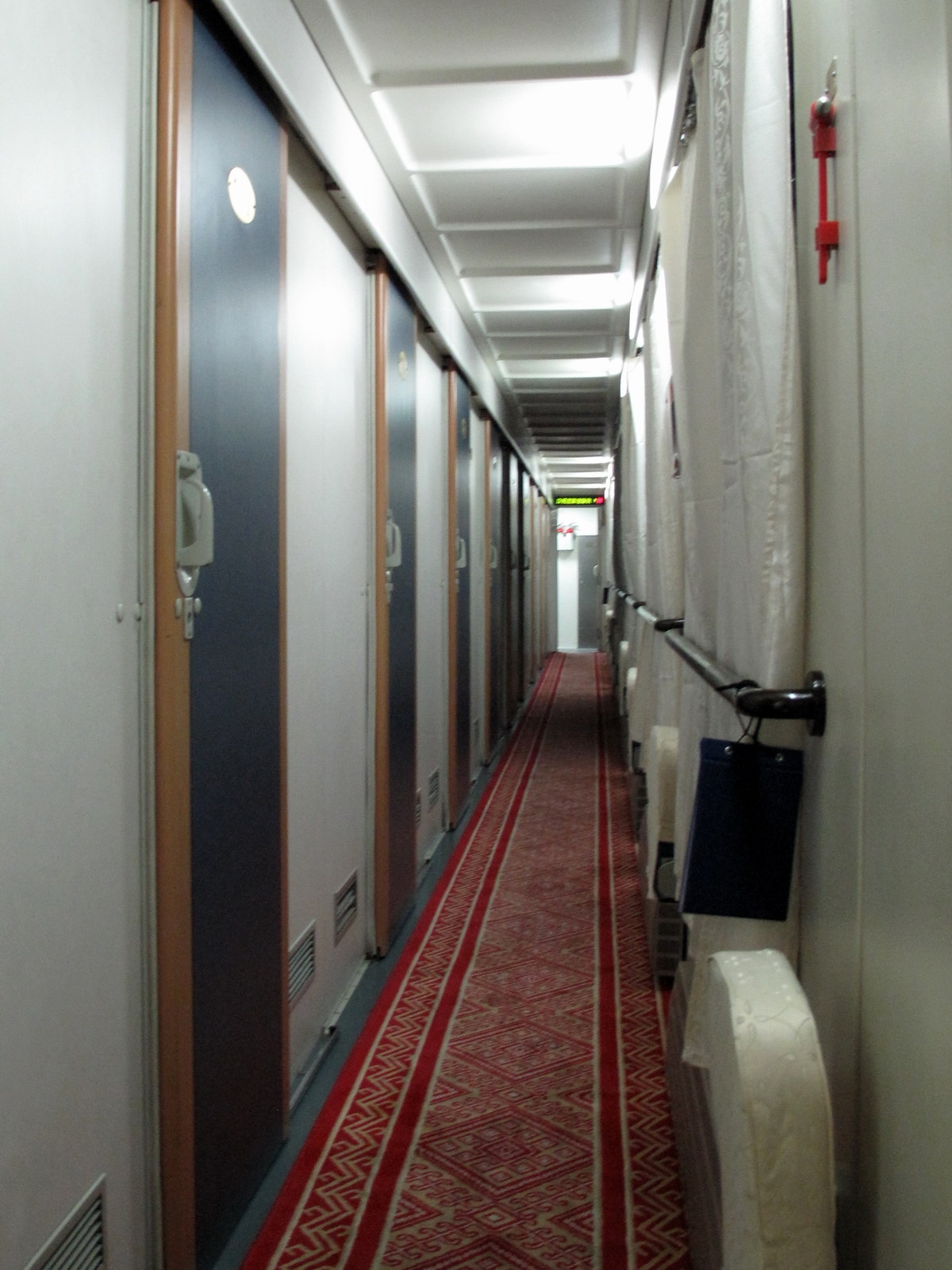
RW25K软卧车内部
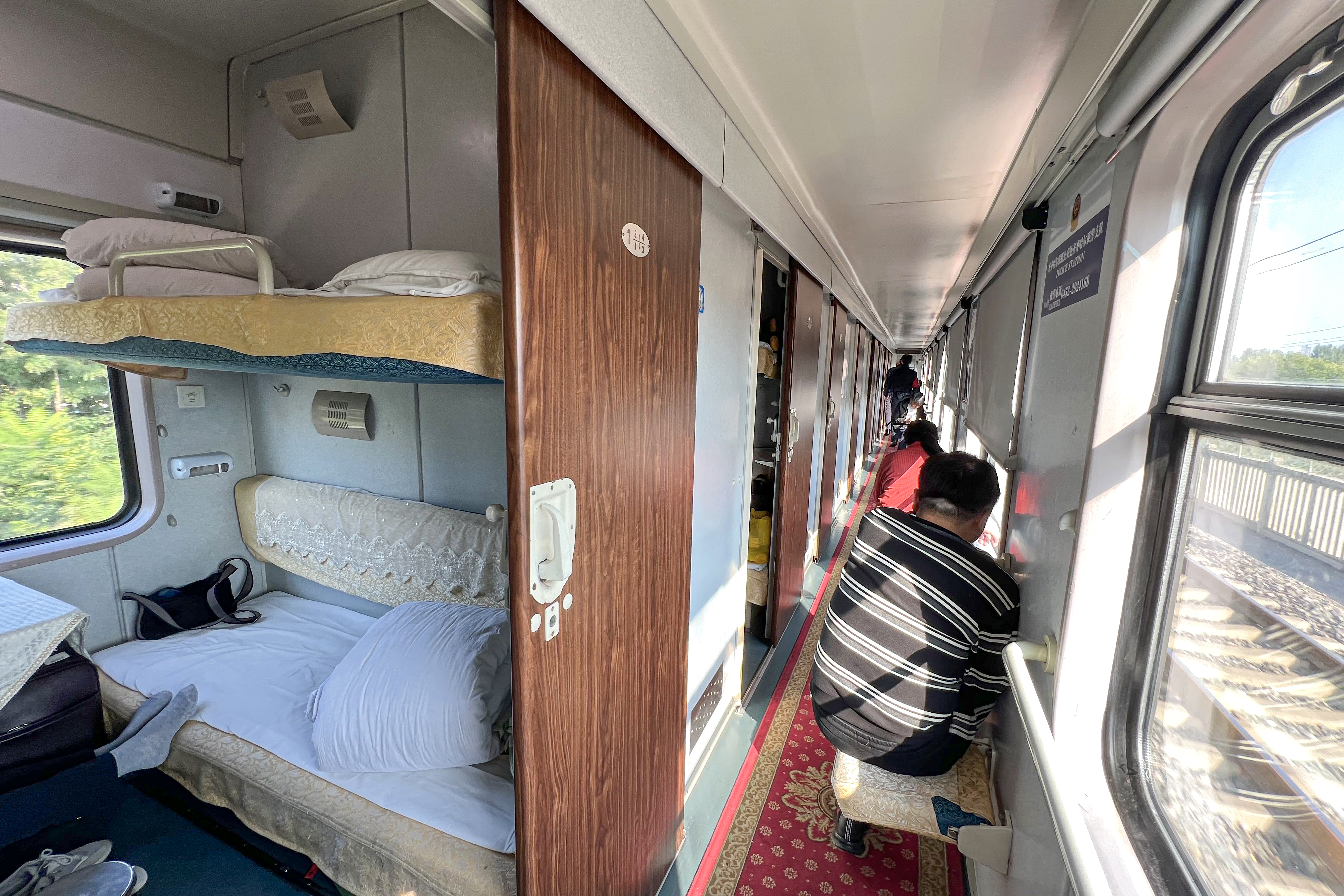
RW25K软卧车内部
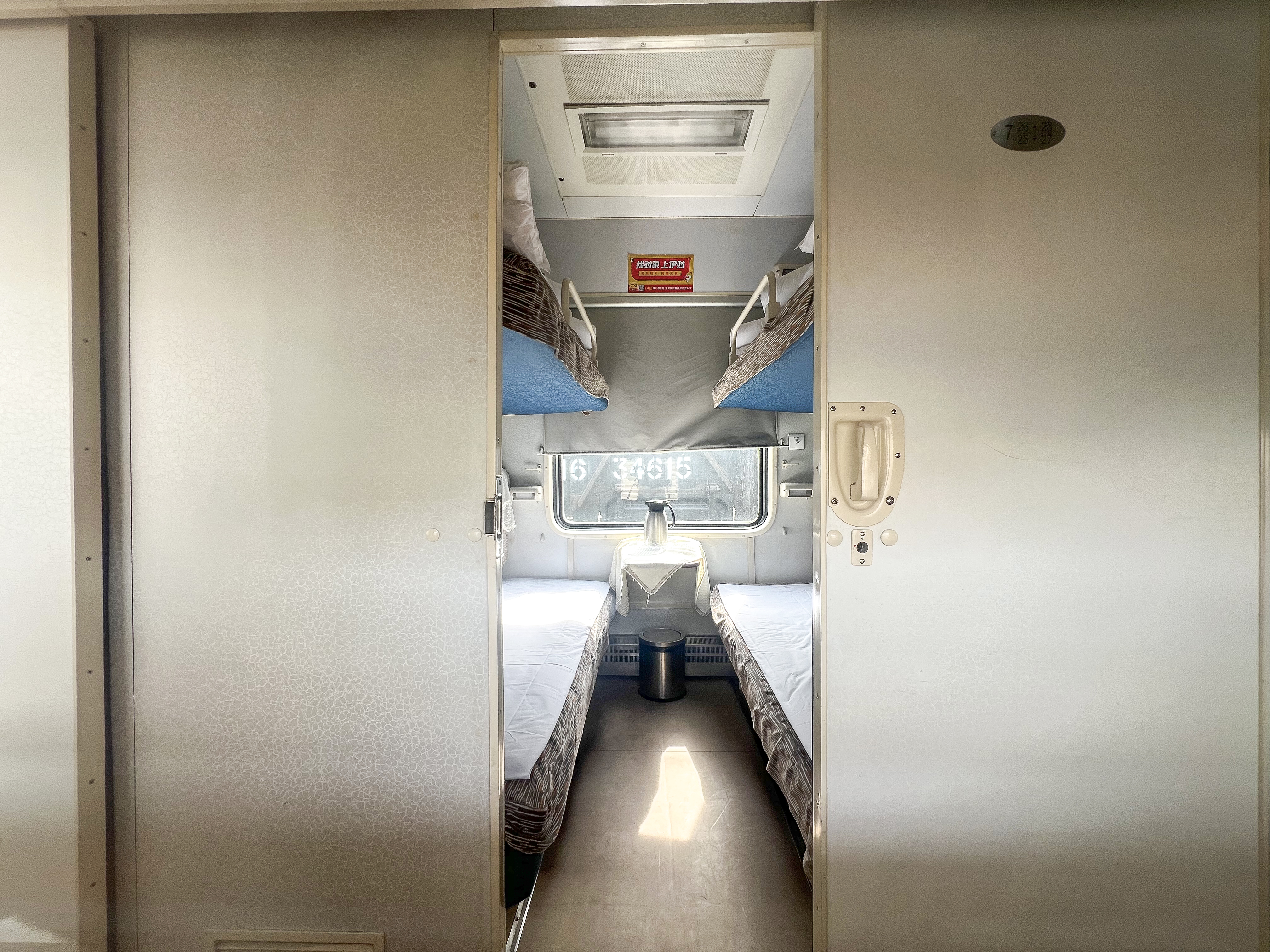
RW25K软卧车包厢
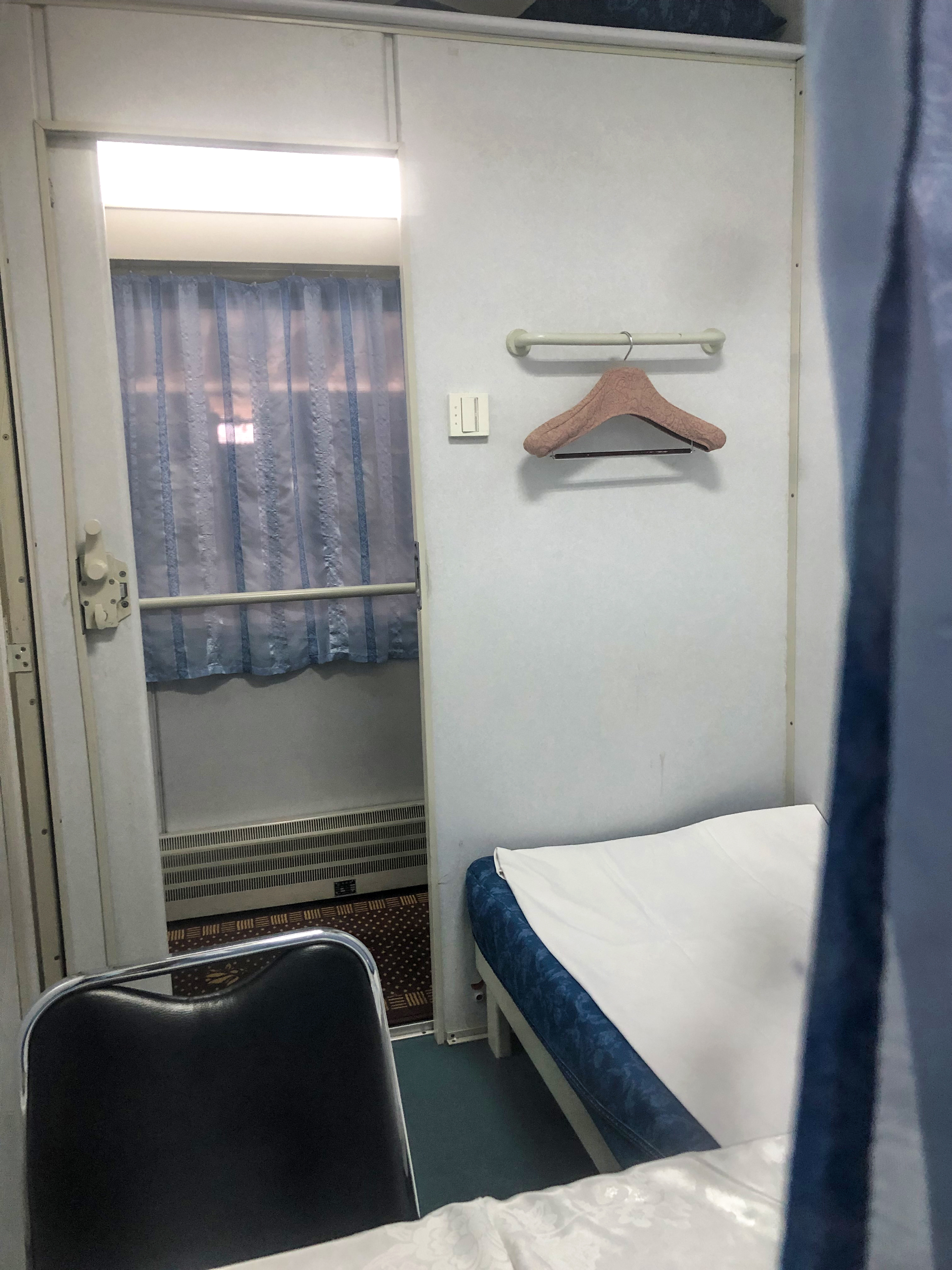
特殊构型RW25K一人软包
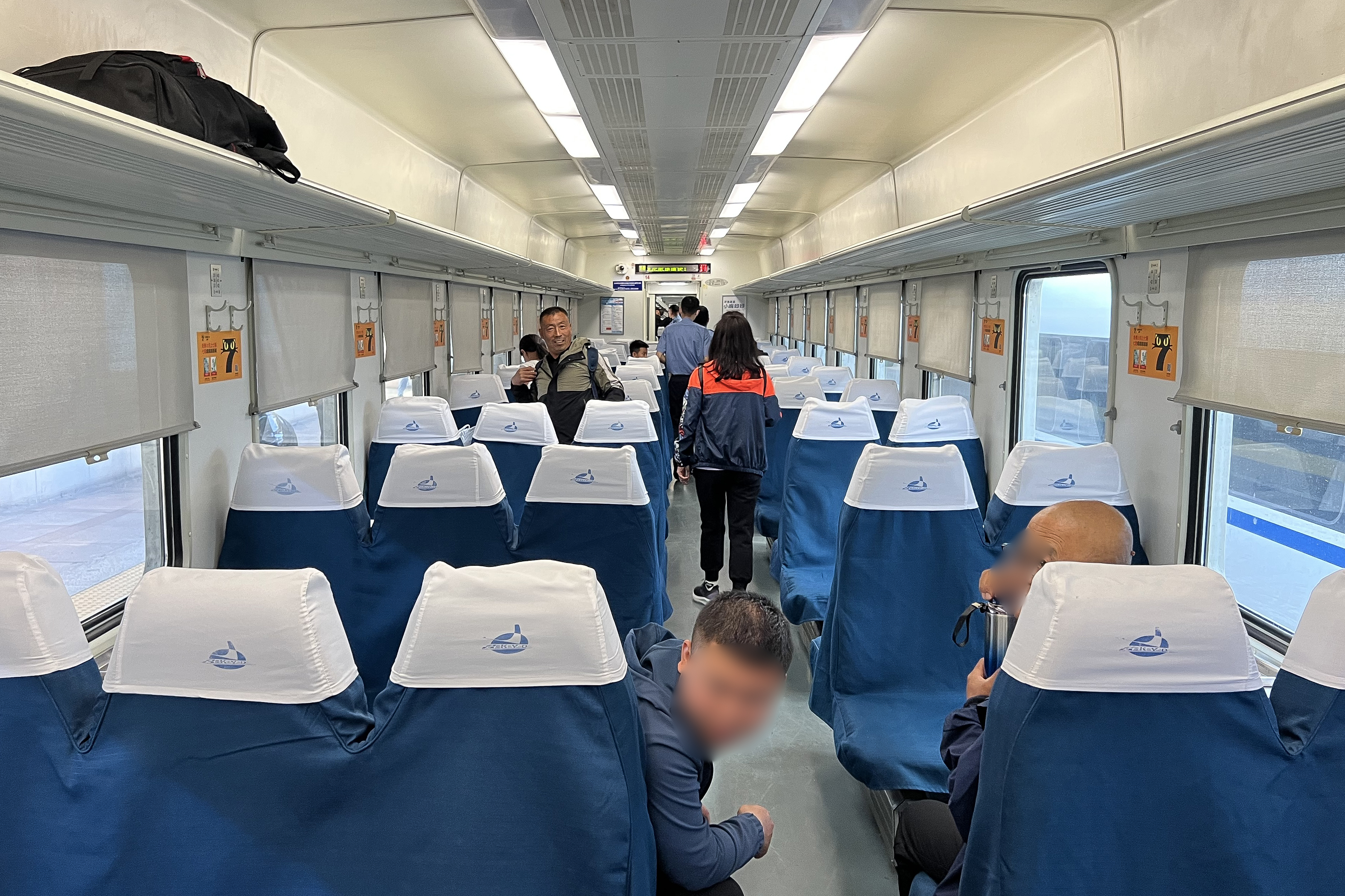
早期型YZ25K硬座车内部
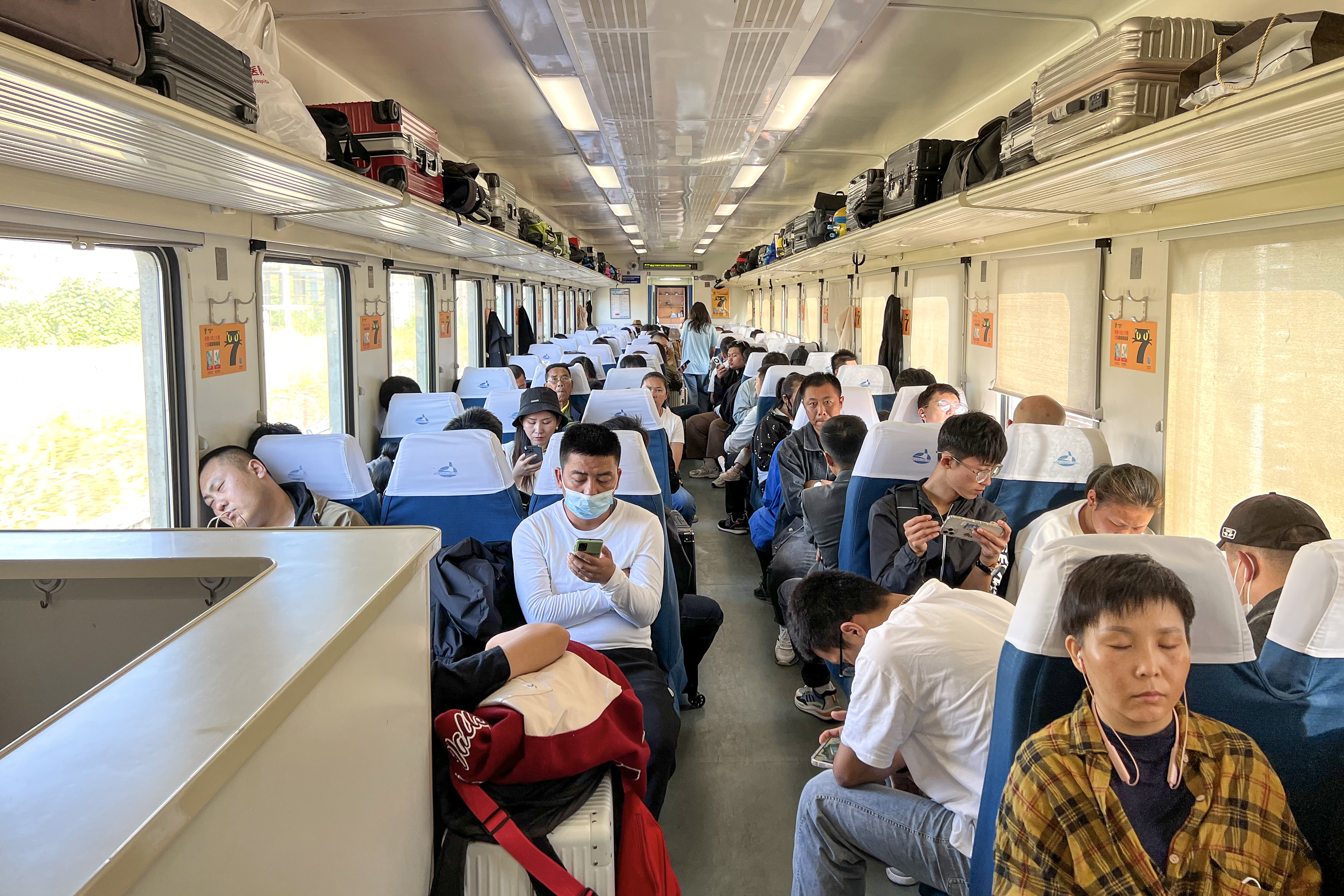
早期型YZ25K硬座车内部（带列车长办公席）
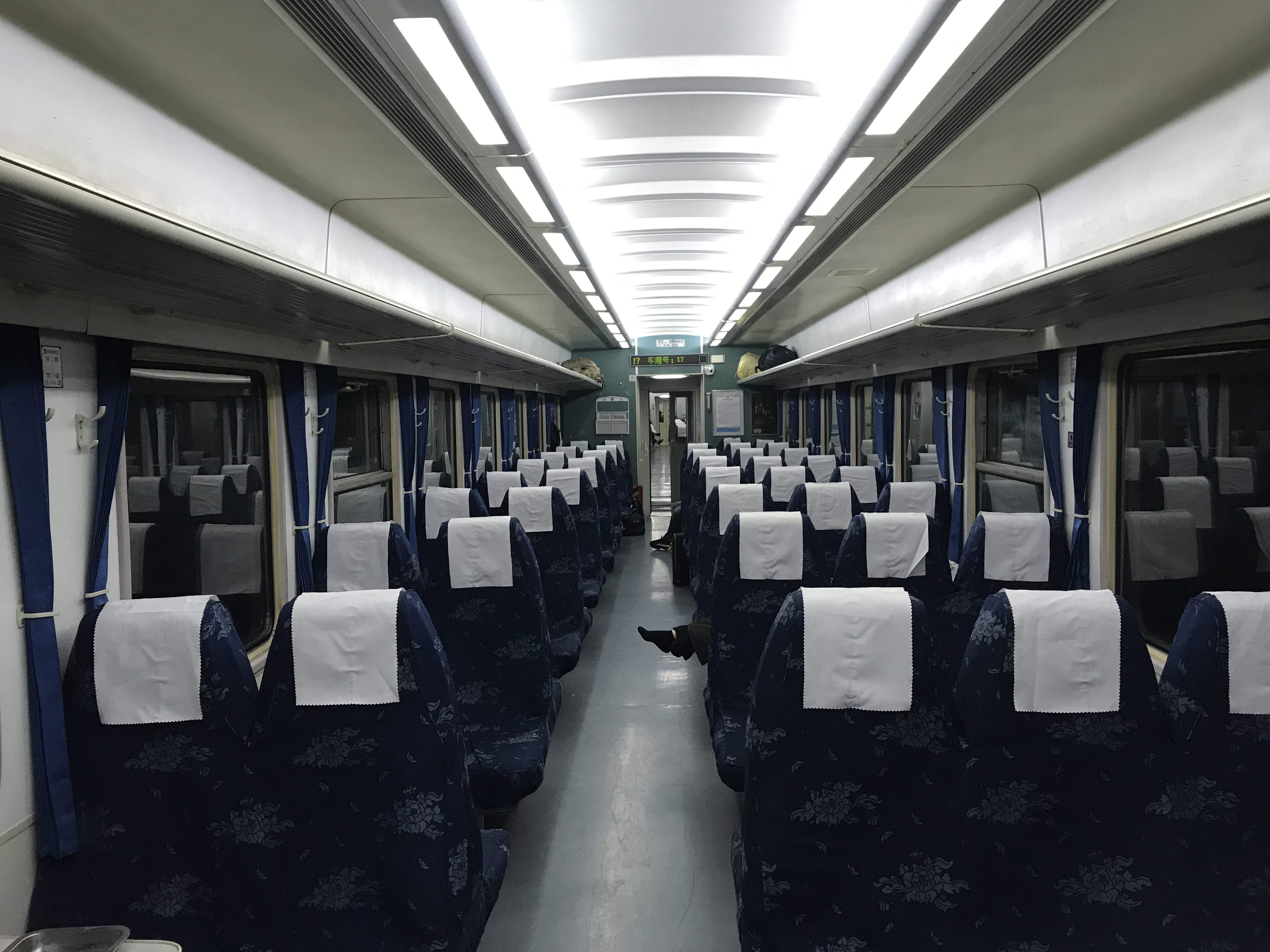
YZ25K硬座车内部
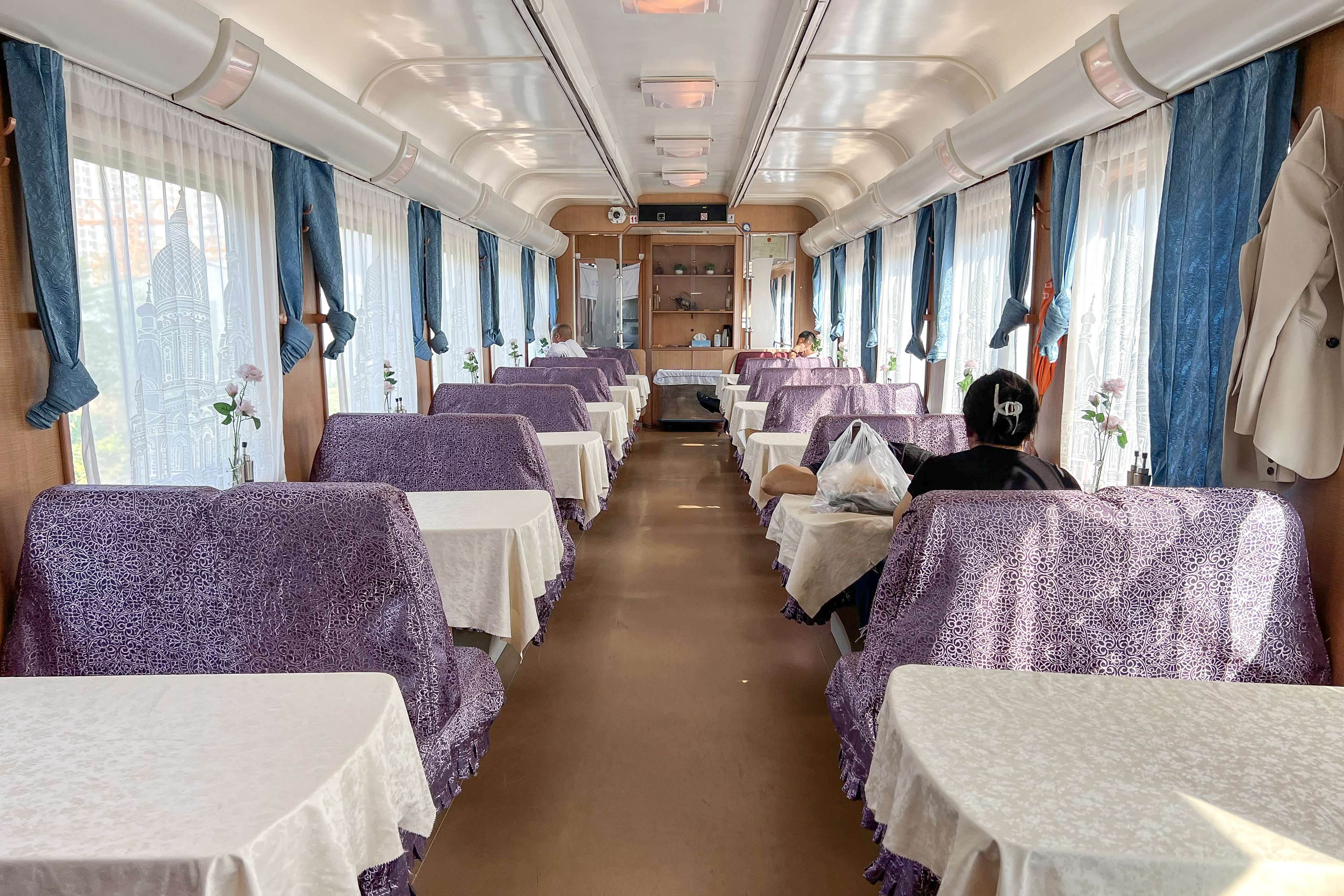
CA25K餐车內部
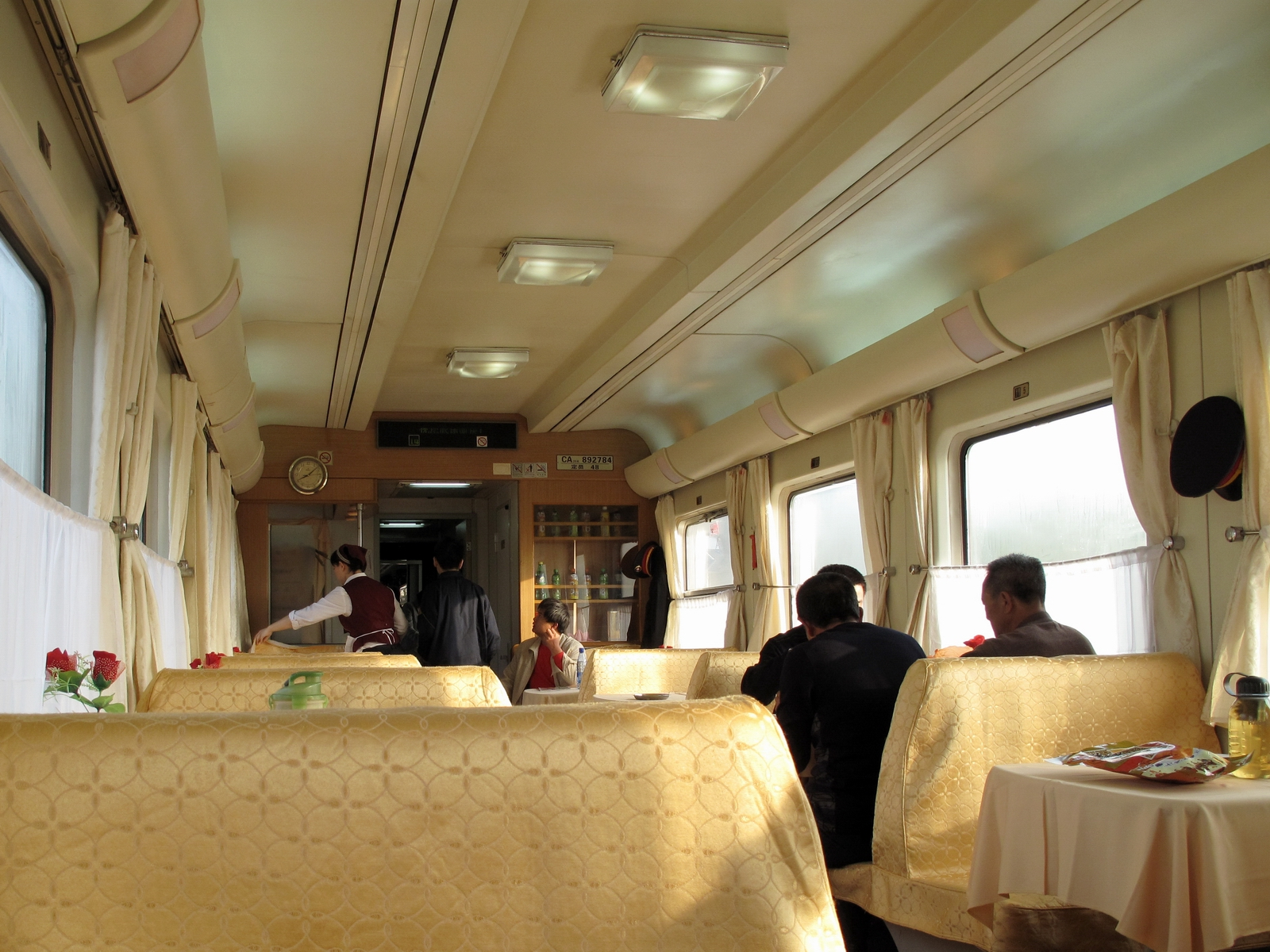
CA25K餐车內部
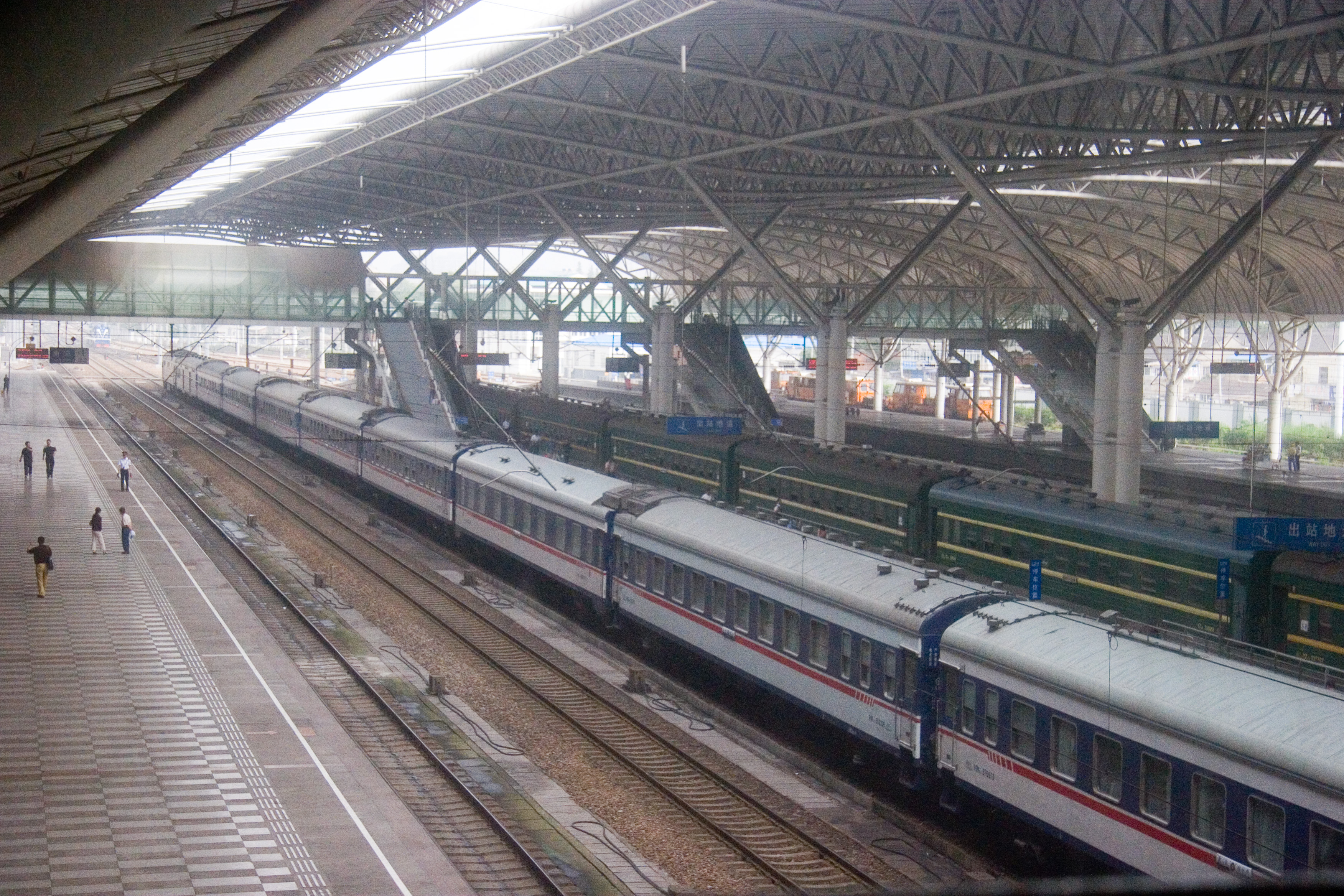
一列25K型客車停在南京站

### 双层

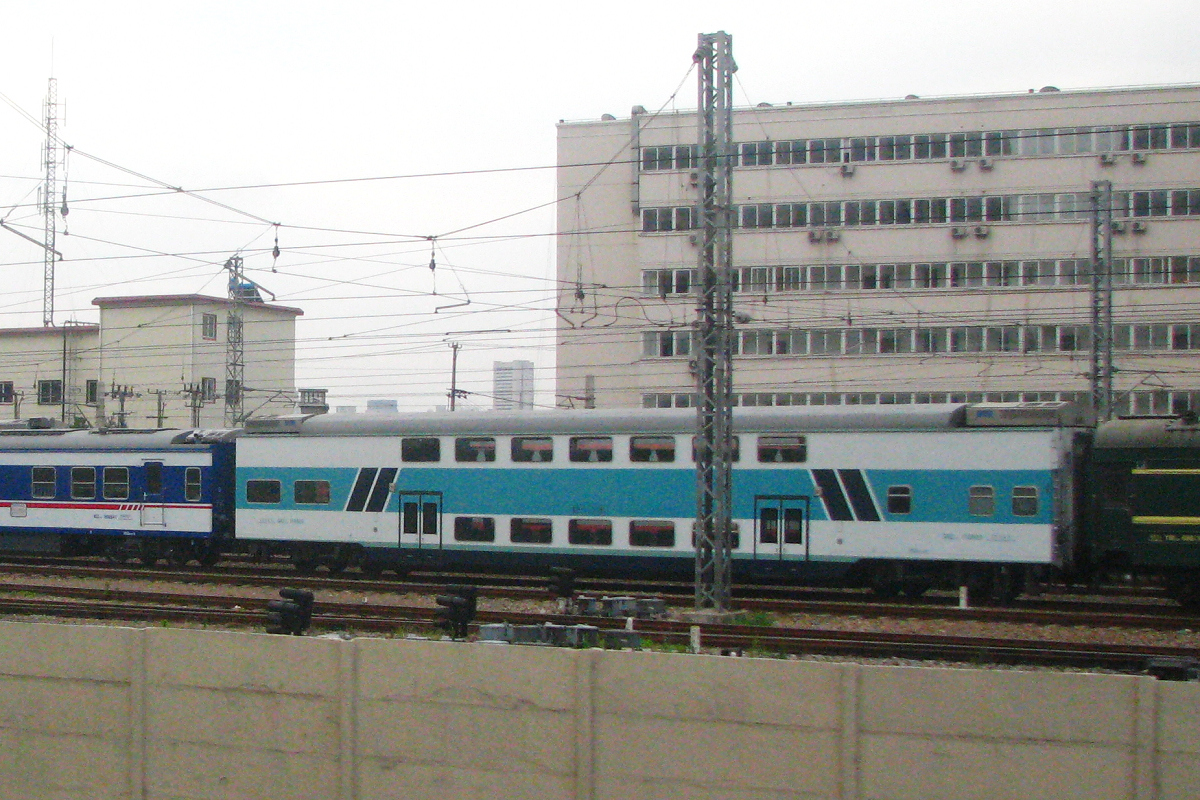
长春客车厂25K型双层软座车

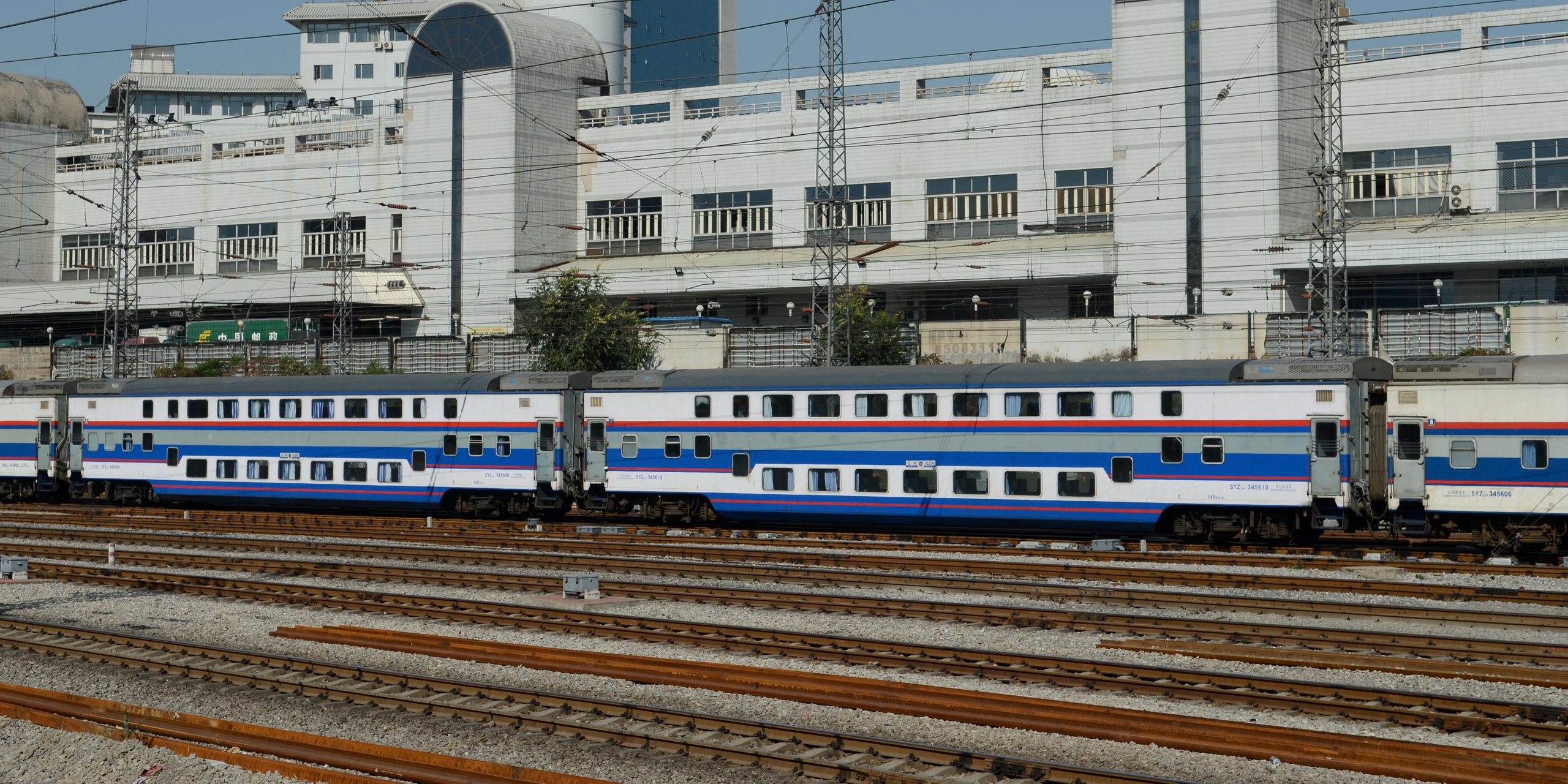
SYZ25K双层硬座车，车门位于两端

为了满足中短途城际特快列车的客流，南京浦鎮車輛廠和长春轨道客车先后研制了25K型双层硬座车（SYZ）、双层软座车（SRZ）和双层餐车（SCA）:168，最早用于来往北京和沈阳北的11/12次列车（共计26辆）。在2007年4月18日，北京—沈阳的T11/12次列车停运，两组双层25K车体后来应用于沈阳北/沈阳和吉林间的T5317/8/9/20次列车。浦鎮厂的产品占了双层25K型客车的大多数，长春厂的产量并不多。长春厂的双层25K型的特点是车门位于两个转向架之间，位置较低以适应低站台的环境，且只有硬座车和软座车两种，而浦鎮厂的设计则是标准的两端车门，并且更生产了25K型双层卧铺客车。25K型双层卧铺客车是在第九個五年计划间（1999年），由南京浦鎮車輛廠研制的中长途空调双层客车，车种包括双层硬卧车（SYW）和双层软卧车（SRW），改用SW-160转向架，但产量不多:168。
另外，第二和第三列的健康快车双层车厢也是在25K型双层客车上研制的。
双层硬座车和双层软座车的座位布局与单层车一样，分别为3+2和2+2方式，双层硬座车座间距1680毫米，双层软座车座间距1950毫米:168。双层硬卧车定员80/76（带播音间）人，两端部各一中间层包间，三层铺，每间6人；上下层均为9个包间，均为双层铺，端部包间2人，其它8个包间均为4人。双层软卧车定员50人，与硬卧车结构基本相同，两端部各一中间层包间，为双层铺，每间4人；下层7个包间，为双层铺，每间4人；上层包间7间，为单层铺，每间2人。双层餐车的上下层共有14张桌子，可同时容纳72人就餐:168，用于天津至宝鸡的T55/56次列车。双层25K型客车常被火车迷简称为“S25K”。

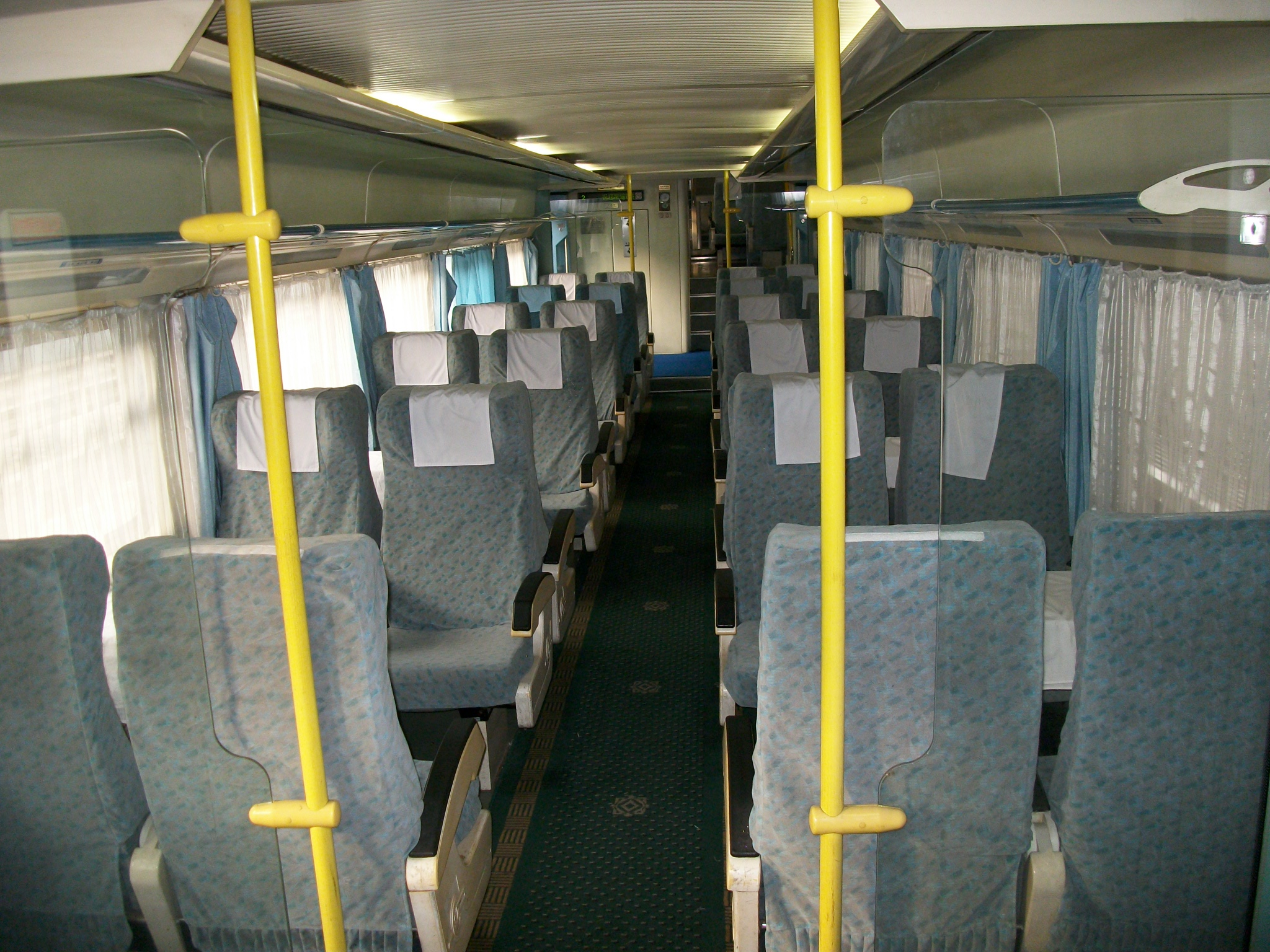
SRZ25K双层软座车的下层车厢
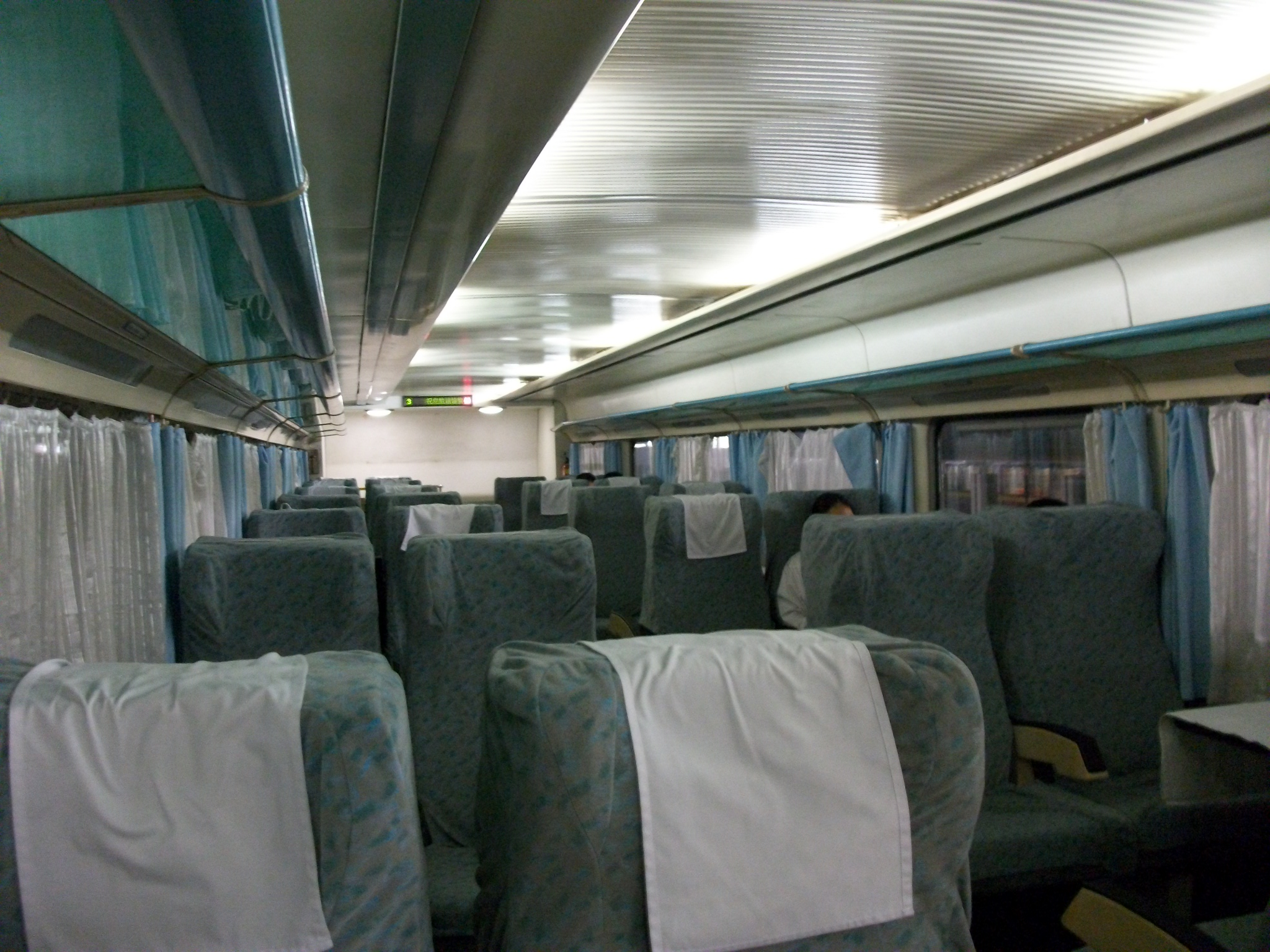
SRZ25K双层软座车的上层车厢
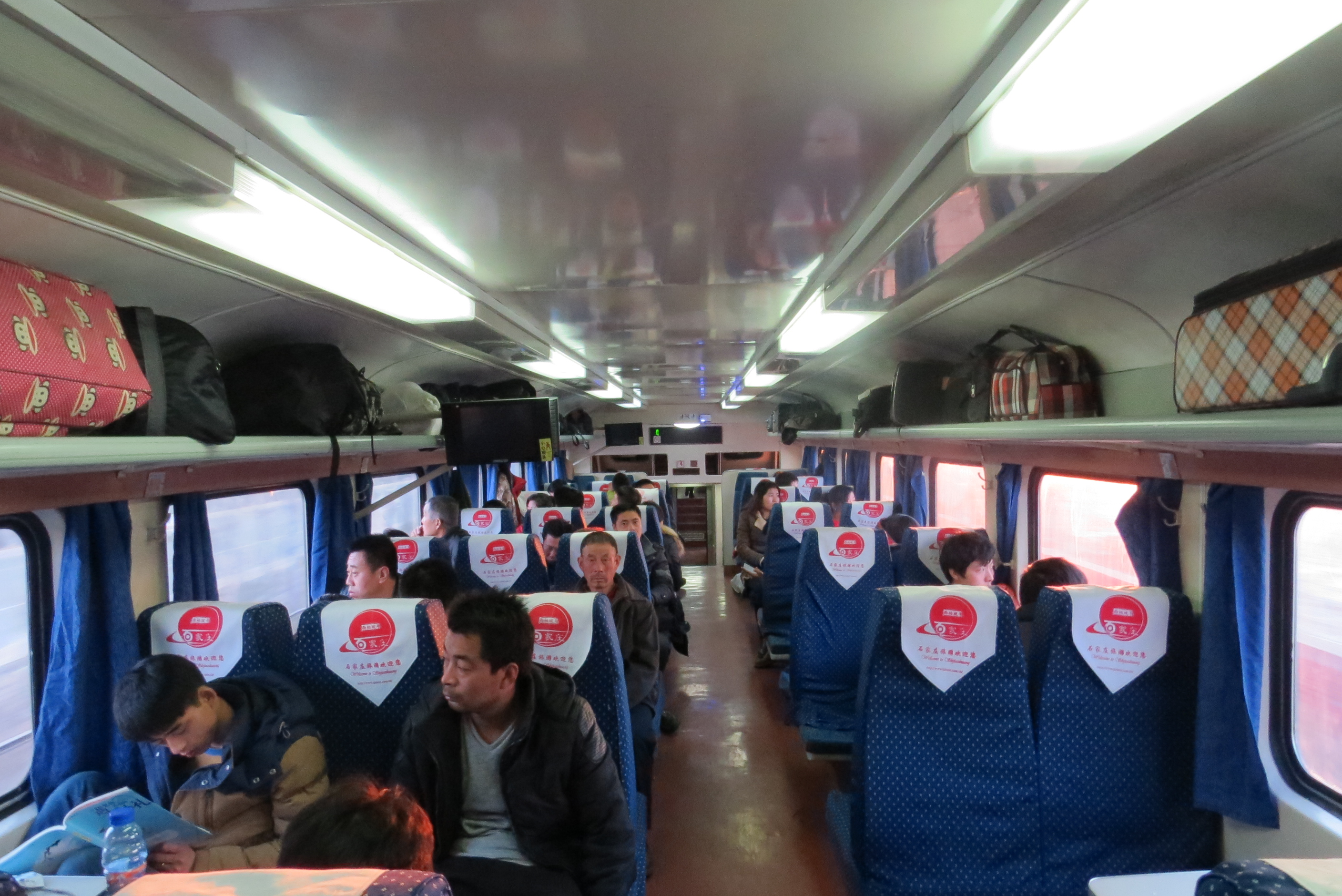
SYZ25K双层硬座车上层
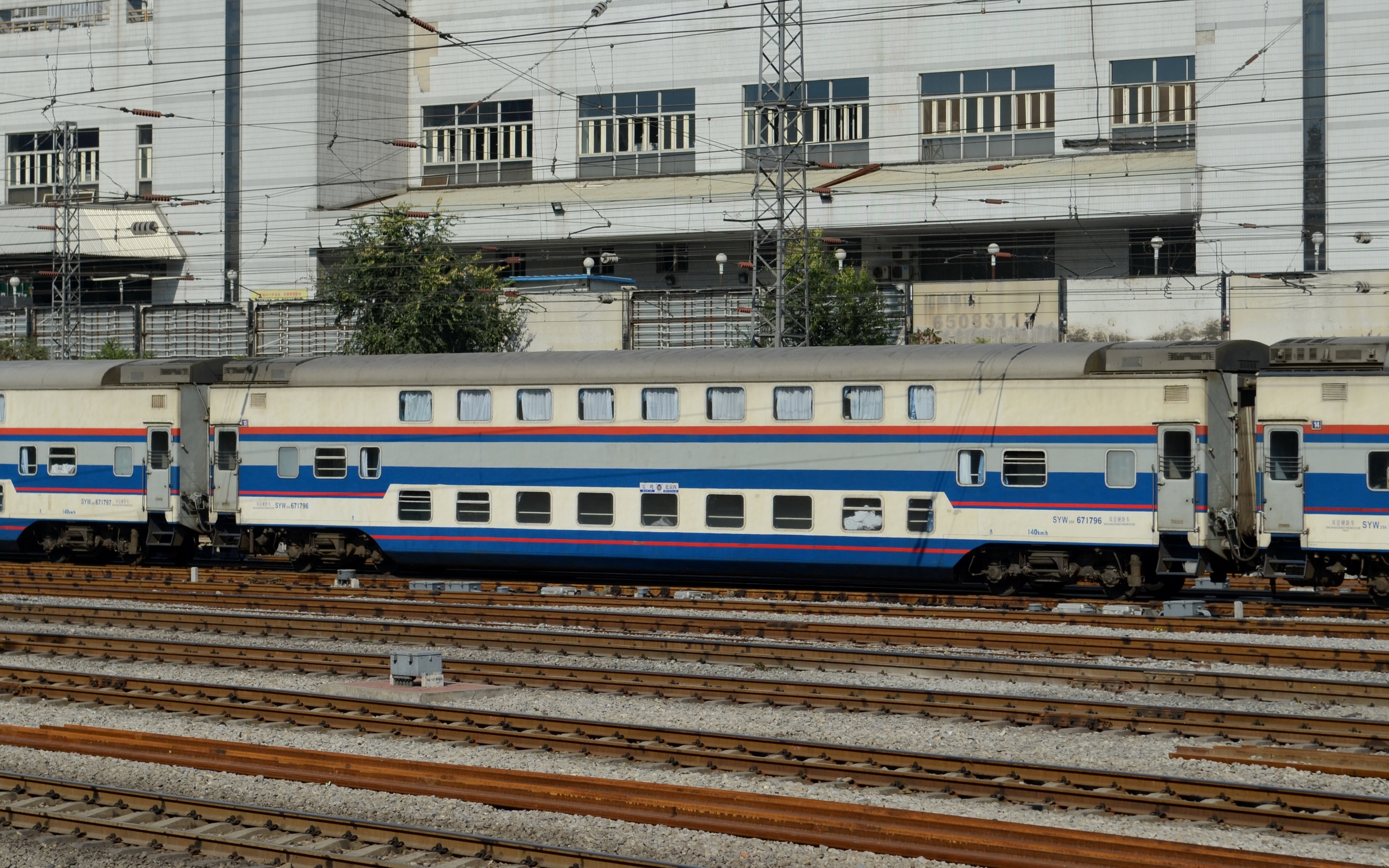
T55/56次列车编组中SYW25K双层硬卧车
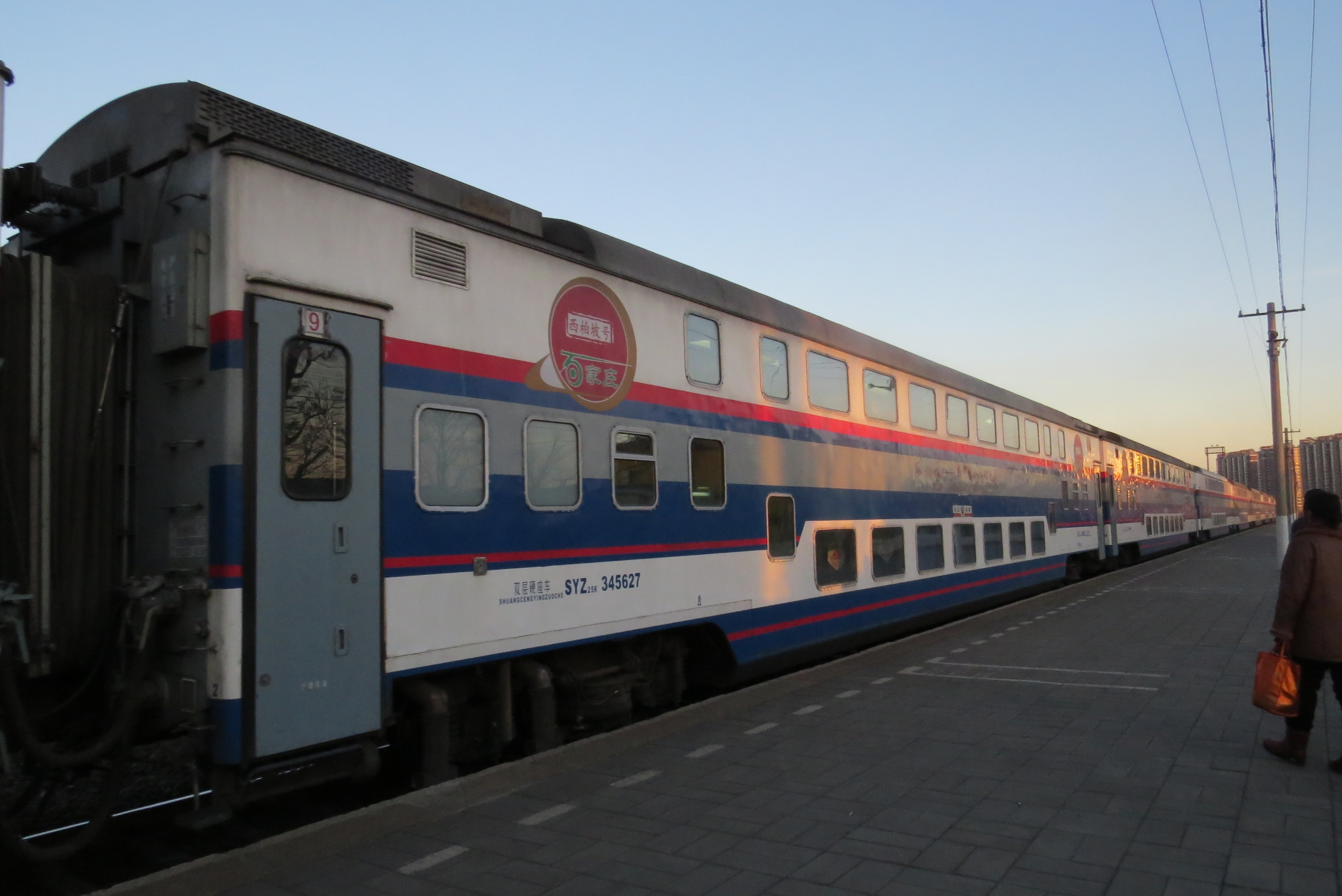
Y512/513、Y514/511次列车编组中的SYZ25K在密云北站

### 25Z改K

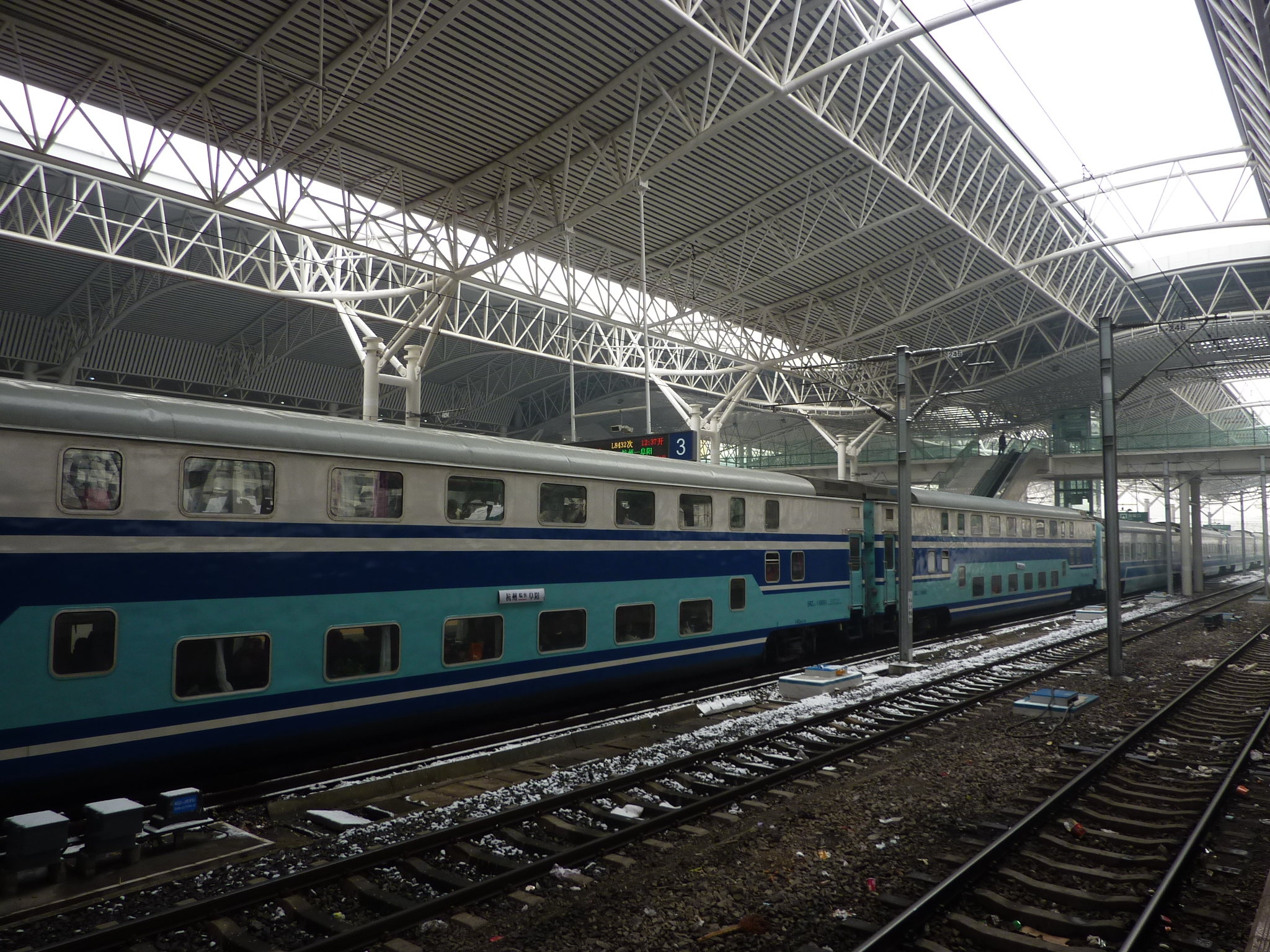
配属上海铁路局的高开门SRZ125Z，车身标注为SRZ25K

1996年9月，南京浦镇车辆厂向上海铁路局交付一批定员为108人的SRZ125Z型双层软座客车，采用蓝白相间涂装，这批列车在1996年10月投入沪宁快速列车运营。使用相同的涂装的对应硬座型号则于次年交付，定型为S25K型:168。这批软座车与对应涂装硬座车编为一列，共计2组，日后统一标记为S25K型。沪宁快速列车在日后分别延伸至芜湖和杭州终到、始发，延伸至芜湖方向的列车即日后的T7777/T7778次列车，由其中一组担当直至2012年，另一组则先后担当过宁杭“先行号”K1/K6次、合肥～上海T728/5、T726/7次（后调整为T774/1、T772/3次）、徐州～南京T799/T800（后调整为T7799/T7780）。2012年后两组车底又在安徽和江苏北部地区担当过多趟列车。

## 车辆运用历史
在1997年当时最早使用25K型客车的列车是K13/K14次直达快车（上海铁路局担当，上海-北京，即现时之D313/314次列车），K21/K22次直达快车（北京铁路局担当，上海-北京，后演变为D321/322次列车），99/100次特快（滬九直通車，即现时之Z99/Z100次）和97/98次特快（京九直通車，即现时之Z97/Z98次）。目前25K型客车主要作为中国铁路上的特快列车车体使用。国铁标准涂装主色调为蓝色和白色相间配一道红线（继承自之前广铁的25Z型），而地方合资铁路则会使用不同的涂装。

## 技术参数

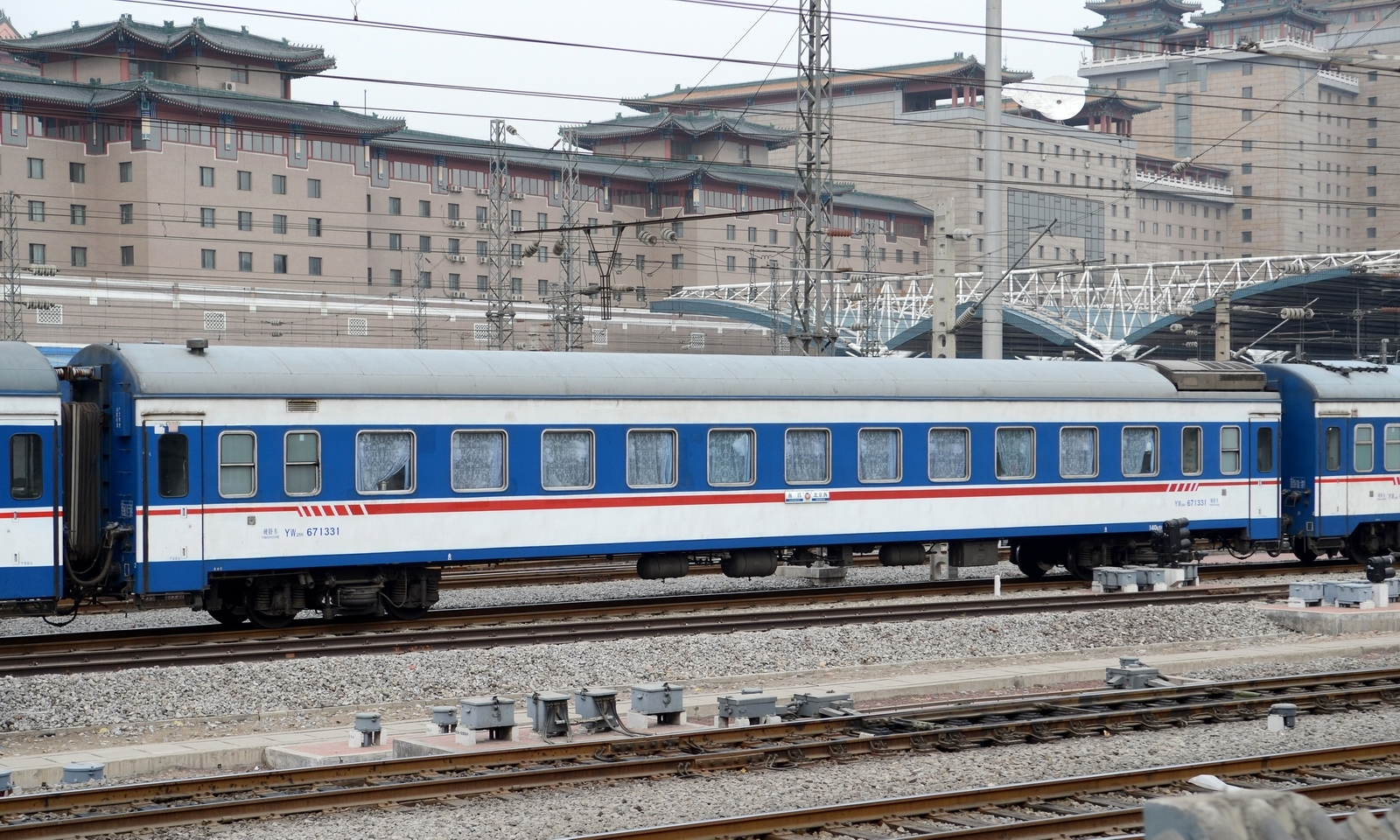
浦镇厂製YW25K客车

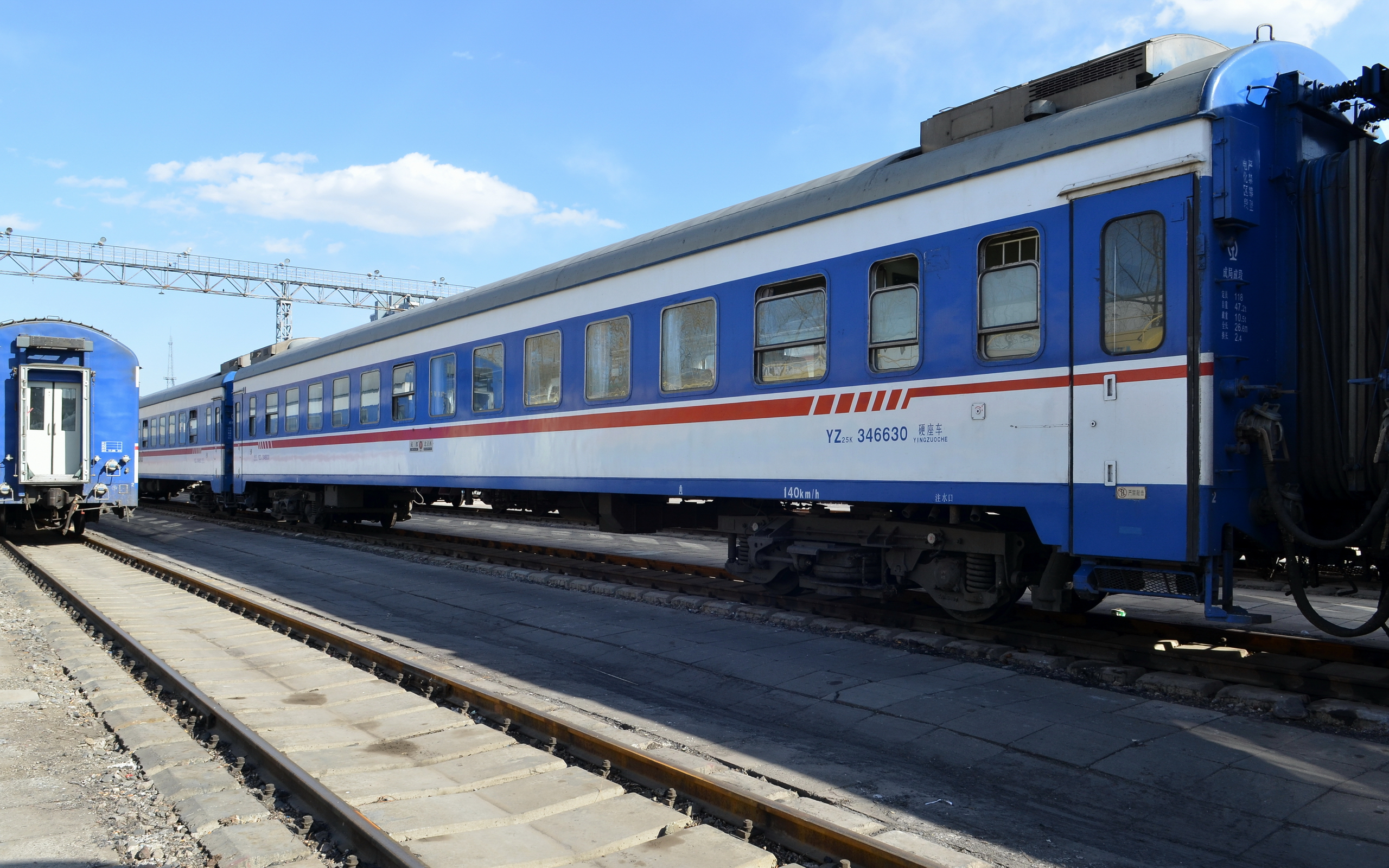
长客厂製YZ25K客车

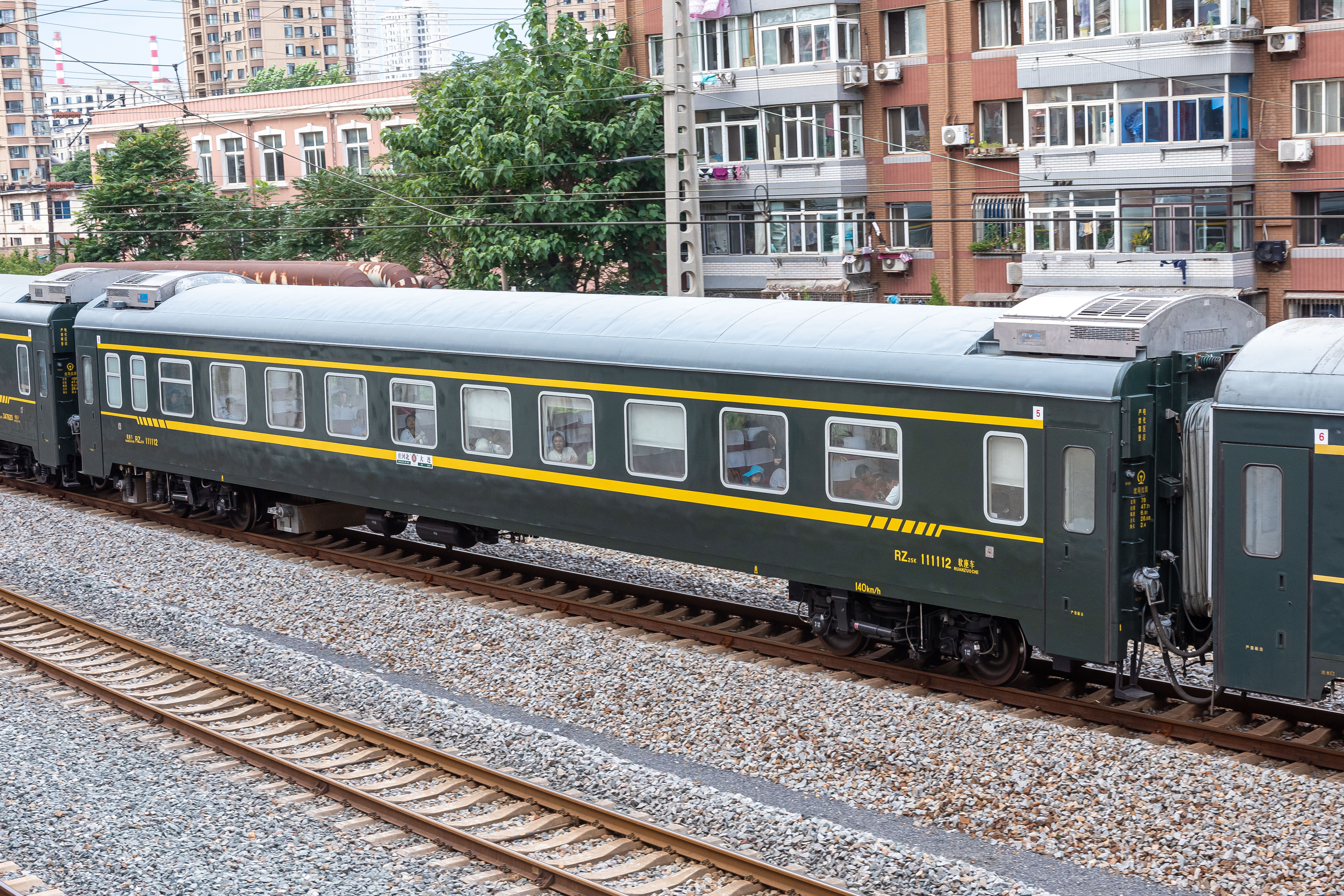
2003年为沈阳局生产的RZ25K软座车

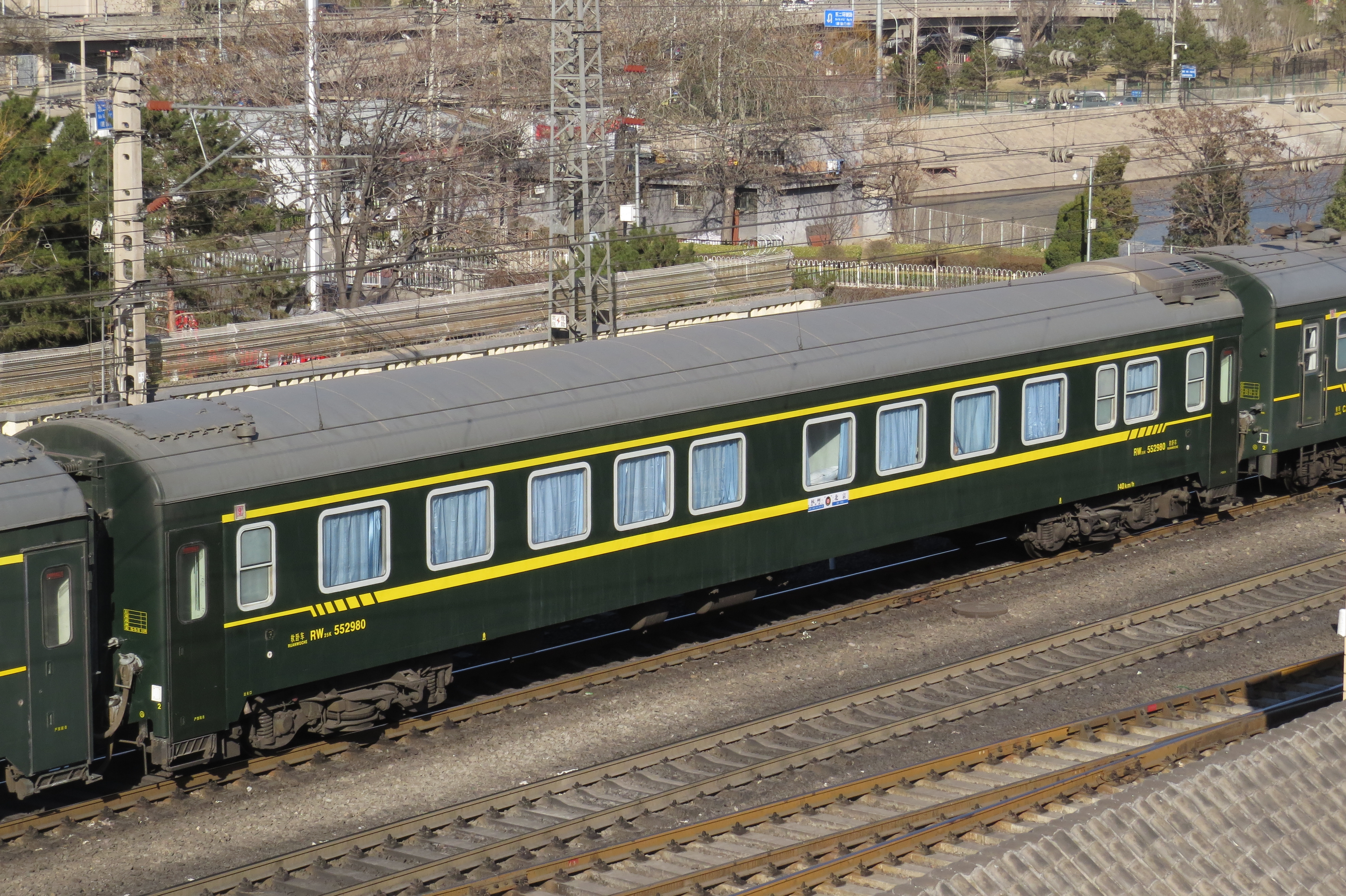
定员24人的试验性RW25K高包车

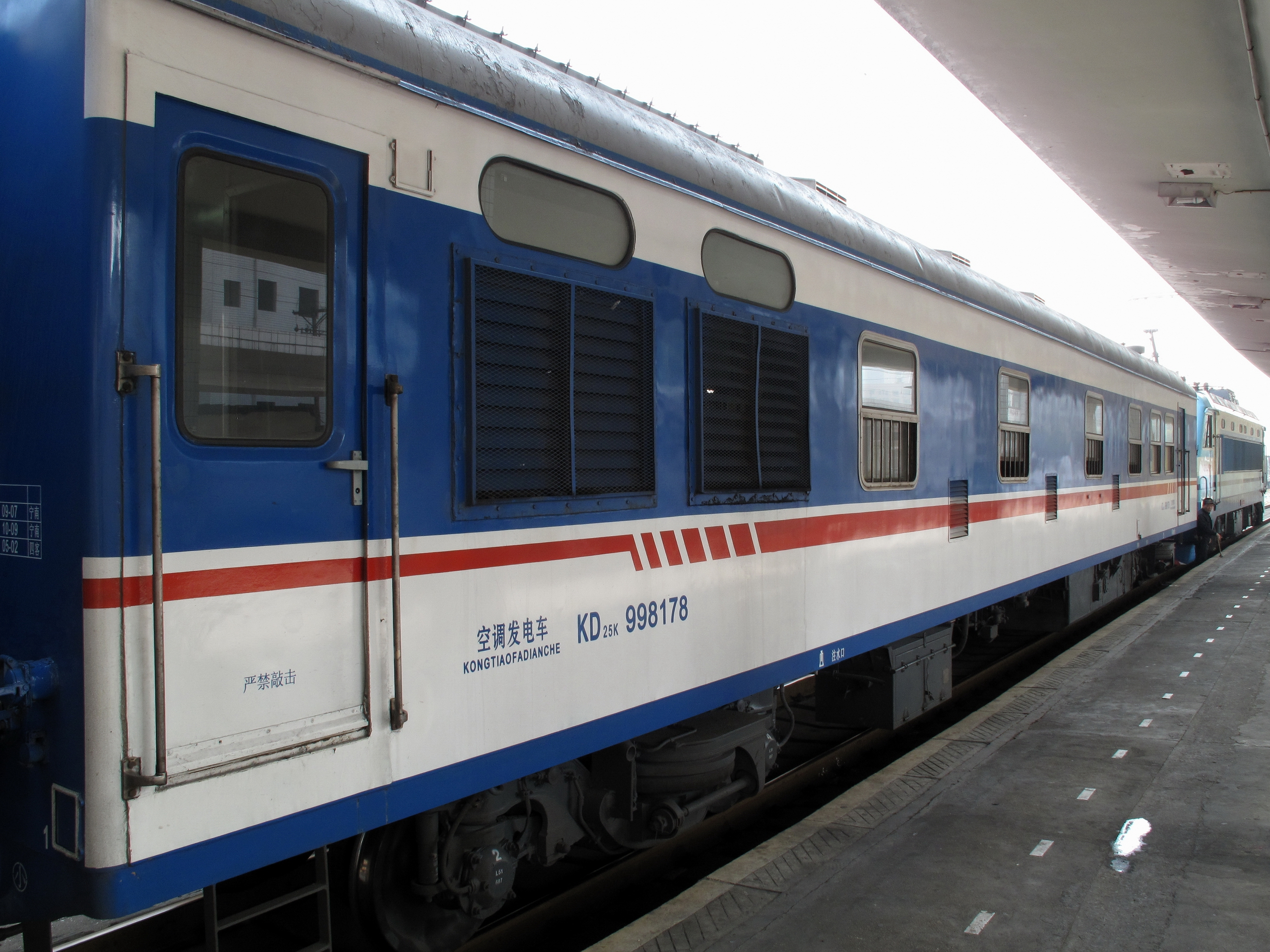
衡阳站内的KD25K空调发电车

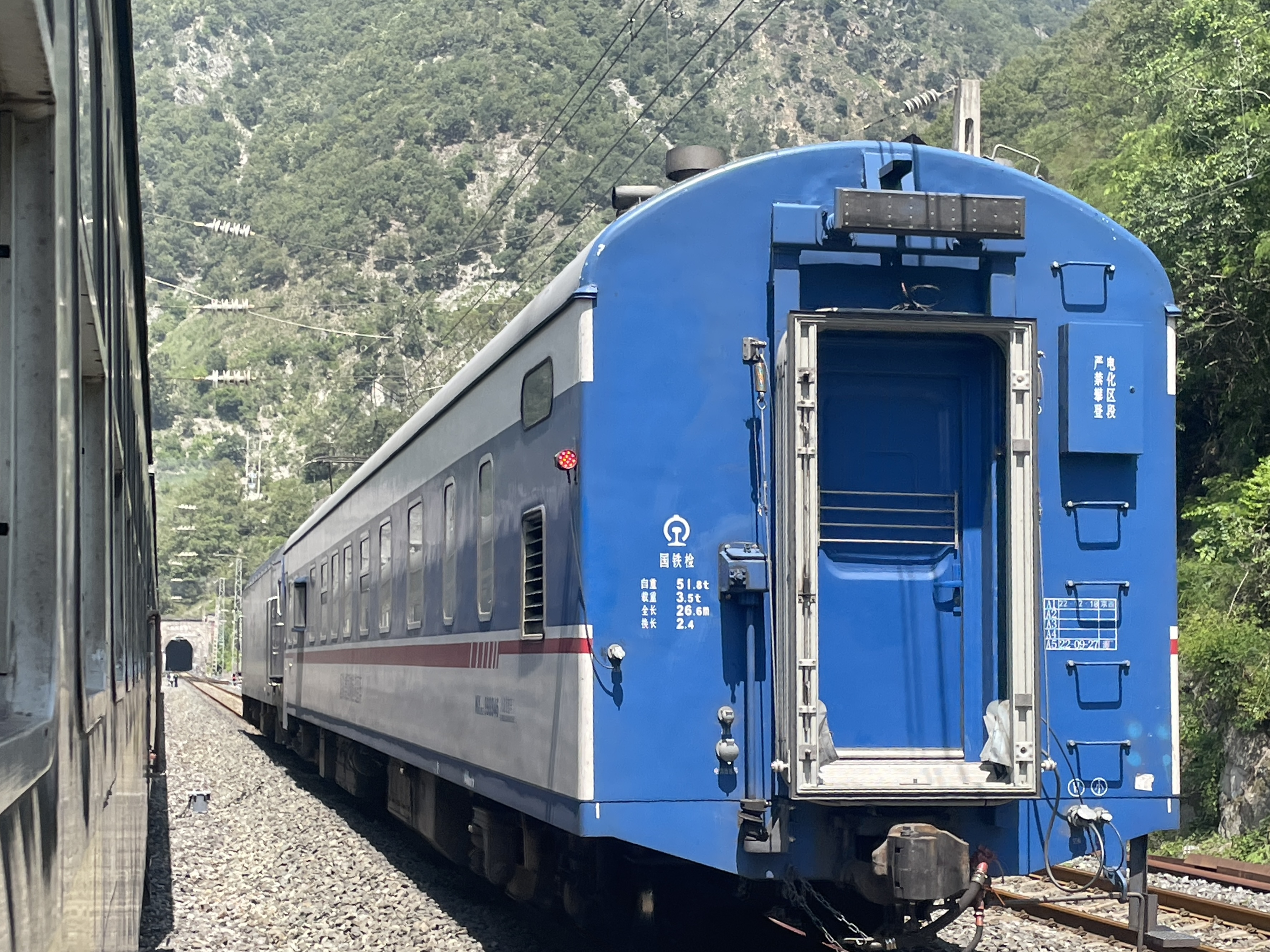
WX25K维修车停靠成昆铁路苏雄站

| 车种         | 25K型客车（单层） | 25K型客车（双层） |
| ------------ | --- | --- |
| 定員         | 硬座車：118 / 112（带列车长办公席） 106（带残疾人座位（改造）） 102（带列车长办公席、残疾人座位（改造）） 软座車：72～80 硬卧车：66 / 60（带广播室）/ 44（国际联运（朝鲜）） 57（带残疾人铺位（改造）） 51（带广播室、残疾人铺位（改造）） 软卧车：36（含国际联运（中国、朝鲜）） / 16（广铁高包） / 24（上局高包）/ 32～36（部属软卧车） 高级软卧车：16（早期）/ 20（后期）/ 12（部属高级软卧车） 餐车：48 / 58（硬座餐车合造车（改造）） 行李车、邮政车、空调发电车：4 健康快车生活发电车：20～30 轨道检查车、试验车、公务车：10 接触网检测车：8 红外线检测车：13 安全综合检测车：18 | 双层硬座车：148 / 143（带列车长办公席） 双层软座车：108 双层硬卧车：80 / 76（带广播室）/ 52（健康快车病房车） 双层软卧车：50 / 16～22（健康快车宿营车） 双层餐车：72 健康快车手术诊疗车：8 双层试验车：12 双层轨道检查车：9 |
| 構造速度     | 160km/h | 160km/h |
| 最大运营速度 | 160km/h，2008年8月31日起改为140km/h | 160km/h，2008年8月31日起改为140km/h |
| 車輛長度     | 25500 mm 空調發電車：23580 mm | 25500 mm 双层软座车：26600 mm |
| 車體高度     | 4433 mm | 4750 mm |
| 車輛闊度     | 3105 mm | 3105 mm |
| 车辆限界     | 符合GB146.1-83《準轨铁路机车车辆限界》 | 符合GB146.1-83《準轨铁路机车车辆限界》 |
| 自重         | 硬座車：48.8吨 软座車：41.6吨 硬卧车：46.5吨 软卧车：47吨 高级软卧车：51.6吨 餐车：44.8吨 行李车：45.1吨 空调发电车：60.5吨 健康快车生活发电车：51.9吨 | 双层硬座车：52.1吨 双层软座车：51.4吨 双层硬卧车：52.8/52.5/51 8吨 健康快车病房车：55.5吨 双层软卧车：54.3吨 健康快车宿营车：56.1吨 双层餐车：53.1吨 健康快车手术诊疗车：47.1吨 双层试验车：55吨                            |
| 轉向架       | 四方厂：早期装206KP，后来全数改装SW-160，最后期装SW-220K 唐山厂：SW-160 长客厂：先后装过CW-2B/C/E，双层车装209HS，后期改装SW-160，最后期装CW-200 浦镇厂：单双层均装209HS，后改装SW-160 | SW-160 |
| 制動         | 盤式制動（104型或F8型电空制动机，设有电子防滑器） | 盤式制動（104型或F8型电空制动机，设有电子防滑器） |
| 供電制式     | 发电车集中供電：AC380V交流电（部分为交直流兼容） 机车供电（少数）：DC600V直流电 健康快车：发电车集中供电或外接电源（AC380V交流电） 国际联运客车与特种车自带柴油发电机 | 发电车集中供電：AC380V交流电 |
| 採暖         | 空調+電熱 国际联运客车（朝鲜）：空调+电热与燃煤锅炉取暖 | 空調+電熱 |

## 车辆问题

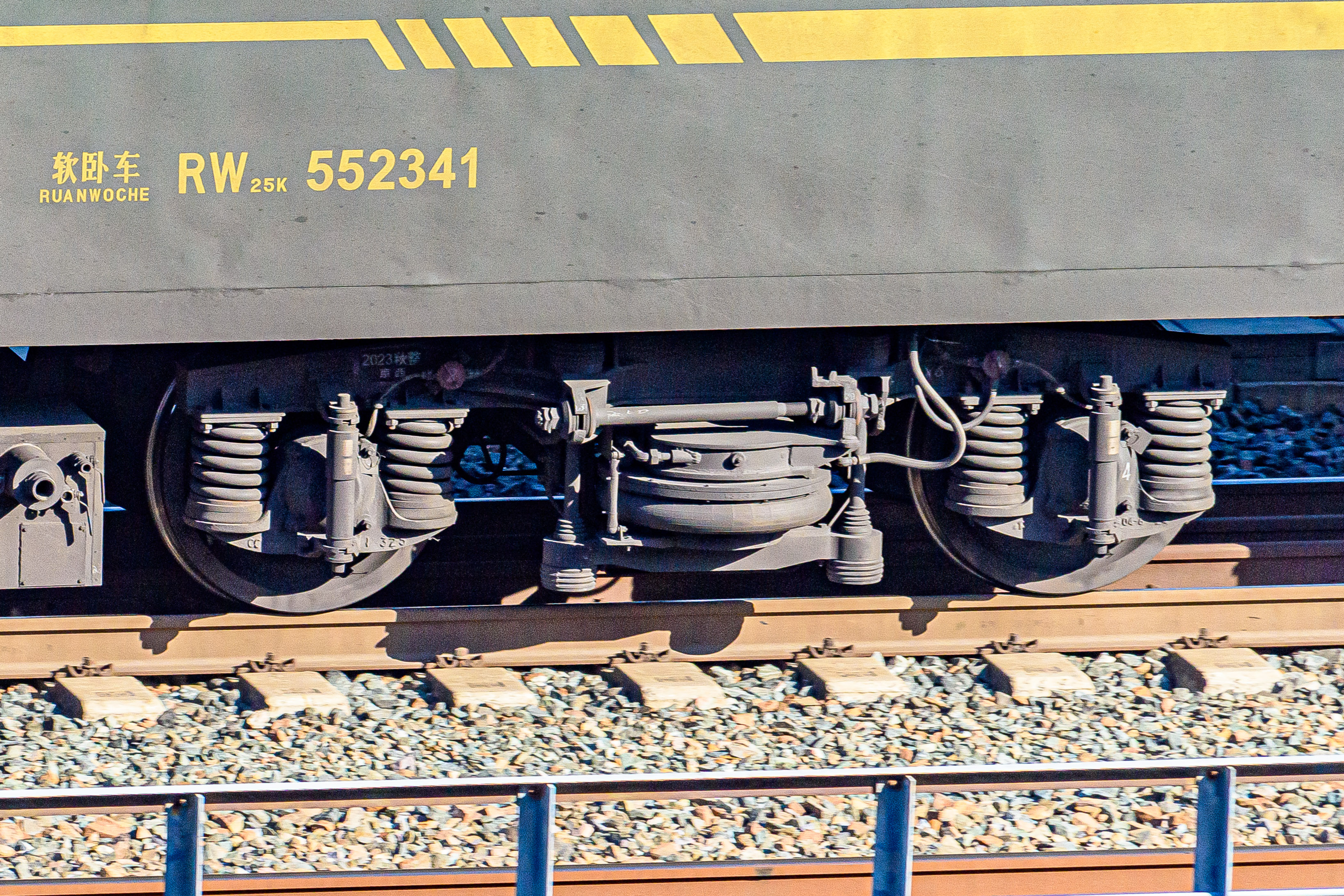
一台RW25K使用的209HS型转向架

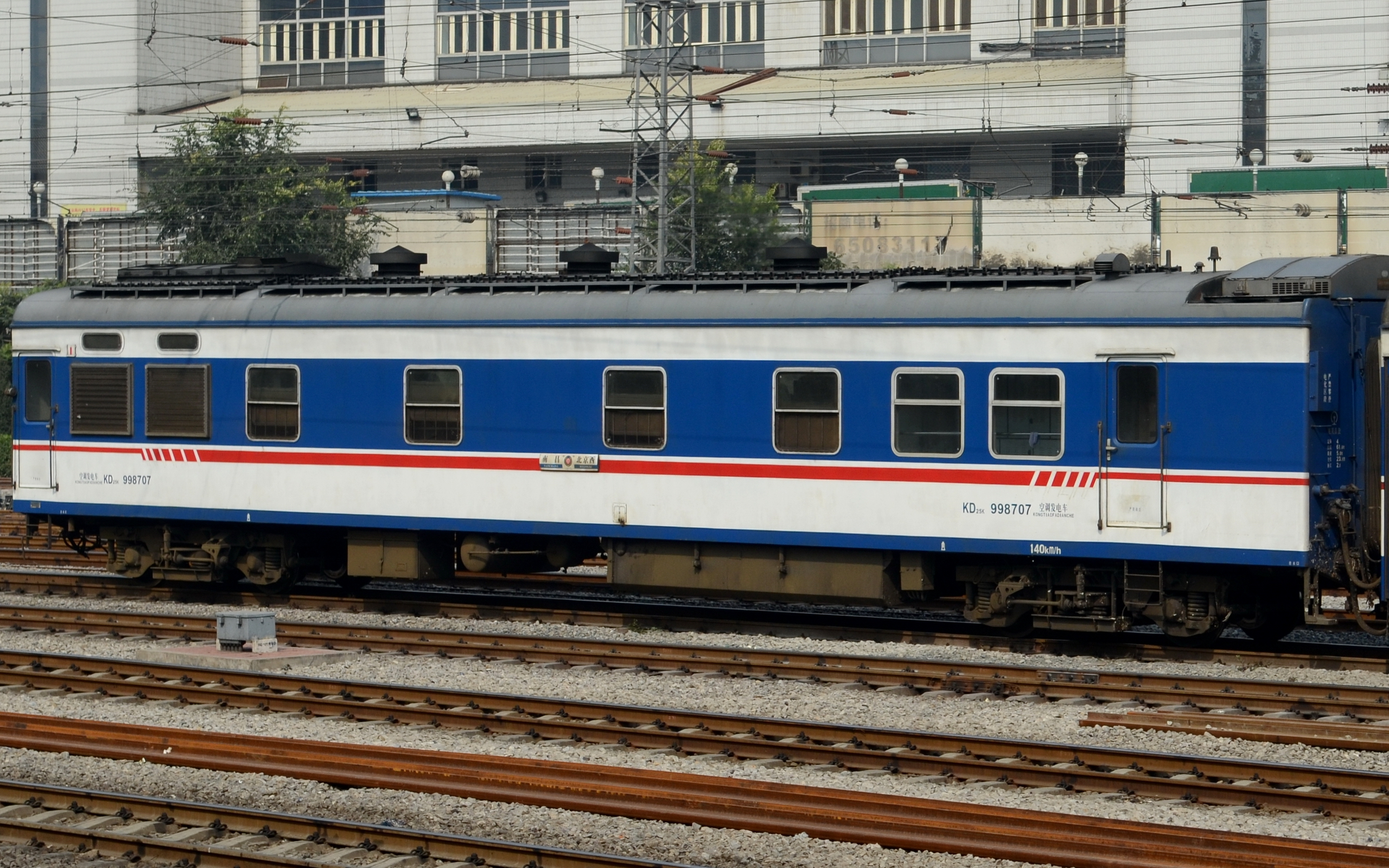
KD25K空调发电车

起初25K型客车都是使用206KP、CW-2B和CW-1B（空调发电车用）型转向架，实验时确实能达到160km/h的标准，但这几种转向架的设计存在缺陷，导致后来问题频出，特别是发生抗侧滚扭杆故障、摇枕偏移、车辆摆动大、制动盘裂纹等故障。尤其是空调发电车使用的CW-1B型转向架，构架存在设计问题，在其中一个受力点处的设计不合理，在高速运行时曾出现数次牵引拉杆折断的事故，后来长春轨道客车厂重新设计出CW-1BG转向架并将发电车的CW-1B转向架构架全部更换。针对CW-2型转向架陆续暴露出的问题采取了改进措施。而使用206KP的客车在高速运行时稳定性和转向架抗蛇行能力欠佳，铁道部后来也发出命令要求更换所有206KP转向架为SW-160。但是使用SW-160或CW-2B/C的25K型客车在实际运用中仍然大多限最高速度为140-145km/h。而在2003年最后出厂的一批，数量只有百余辆的25K型客车都是用新型而且更可靠的CW-200和SW-220K转向架。但由于仍然使用CW-1BG或SW-160型转向架的空调发电车被限制最大速度在142km/h，因而所有25K型客车（机供车除外）无法以高于142km/h的速度运行。根据铁道部运装客车[2008]431号文件规定，自2008年8月31日起，所有25K型车辆速度标记涂打为140km/h，即代表车辆最大运行速度为140km/h。

## 重大事故
- 2003年8月5日，沈阳铁路局沈阳机务段的韶山9型0069号机车牵引哈尔滨站到汉口站的使用25K型车体的T184次列车次列车运行至京哈铁路的五家站和安西站间上行线K209+700m处与冲上铁路的两头奶牛相撞，事故造成两头奶牛当场死亡，机后一位空调发电车二位下油箱连通管断裂引发燃油泄漏，中断上行线行车27分钟[19]。
- 2008年1月24日，广州东站到哈尔滨站的T236/237、T238/235次列车在湖南省、广东省境内遭遇中国南方雪灾，因为冰雪压塌电网，由电力机车牵引的列车无法前行，T236/237、T238/235次列车先后有5组25K型车体在运行途中相继受阻，到1月31日，晚点时间最长的76小时，最短的14小时。其中，1月24日发出的T238次列车，至1月31日早8时08分返抵哈尔滨站，晚点73小时28分[20][21]。
- 2008年1月24日，由长春客运段第二包乘组担当的使用25K型车体的广州站到长春站的T122/123、T124/121次列车在湖南省、广东省境内遭遇中国南方雪灾，因为冰雪压塌电网，由电力机车牵引的列车无法前行，曾先后四次长时间停车，其中包括在湖南省越江站停车11小时45分钟、在湖南境内七斗冲站停车约10小时以及在广东省境内的安口站停车21小时。期间列车上的餐料、饮用水等物资几乎全部耗尽，工作人员在临时停车期间八次外出采购食物和燃料，以保证旅客顺利抵达目的地。1月31日清晨7点25分，T124次列车在往返耗时6天7夜、共计晚点72小时后平安返抵长春站，成为因雨雪冰冻自然灾害造成晚点的列车中晚点时间最长的列车[22][23][24]。
- 2008年4月28日，T195次列车在胶济铁路济南至淄博段（济南铁路局管辖）由于管理混乱，北京铁路局司机在未收到机车运行监控限速指令的情况下以正常速度131km/h行驶，但此时已超出线路实际限速80km/h超速行駛，导致由SS9-0182号机车牵引的25K型列车后部第9-17位车厢脱轨并侵入上行线，被随后由上行线开来的DF11-0400号机车牵引的5034次列车相撞，事故造成至少72人遇难，416人受伤。肇事第9-17位车厢共9节客车破損報廢。[25]

- 2012年8月3日0时23分，由北京铁路局天津机务段东风4D型3009号机车牵引，长春客运段客运二队广州五组担当，使用25K型车体的广州站到长春站的T121次列车运行至津山铁路的龙家营站和山海关站之间K309+227m时，遭遇泥石流袭击，巨大的山洪将铁路护坡石冲毁后冲向线路将东风4D型3009号机车的油箱砸破造成漏油和机车脱轨，万幸事故没有人员伤亡，5时20分铁路恢复通车[26]。
- 2014年5月12日清晨，沈阳铁路局沈阳机务段的东风11型0066号机车，牵引由齐齐哈尔站开往北京站的T40次列车经由沈山铁路运行，列车使用25K型车体。由于锦州工务段高桥线路车间塔山工区线路工张晓光对工作不满，产生了企图破坏铁路、制造事故的想法，于是在当天值夜班期间趁夜色进入塔山站内，将站内9号道岔正线2道右股钢轨2块冻结鱼尾板拆下，分别摆放于右股钢轨内外两侧。上午6时09分，当T40次列车运行至塔山站时，于沈山铁路K284+375M处撞到摆放在右股钢轨外侧的鱼尾板，造成机车油箱破损、机车车钩脱落致机车与车厢分离，机车与车厢同时自动采取紧急制动，但后面脱离的列车因惯性继续低速向前行驶并与前面的机车发生轻微碰撞，构成客车分离一般C类事故。事故造成T40次列车终到晚点4小时05分，中断沈山铁路上行线行车2小时34分[27]。
- 2020年3月30日11时40分，京广线马田墟站至栖凤渡站下行区间受连日降雨影响发生塌方，T179次列车运行至该区段时撞上塌方体发生事故，导致机后第一节发电车起火，第二至六节车厢脱线倾覆。事故共造成1人死亡、4人重伤、123人轻伤，具体原因正在调查中。